# Federico Zuccari
Pour les articles homonymes, voir Zuccari et Zuccaro.
Federico Zuccari, ou Zuccaro, né en 1542 ou 1543 à Sant'Angelo in Vado et mort en 1609 à Ancône est un peintre et architecte italien des Marches en Italie centrale.
Il est considéré comme l'un des maîtres du maniérisme romain dans la seconde moitié du Cinquecento.

## Biographie
Né dans une famille noble à Sant'Angelo in Vado, alors dans le duché d'Urbin dans l'actuelle région d'Italie centrale des Marches, du peintre Ottaviano de Zucharellis, nom de famille qui a ensuite changé en Zuccaro en 1569 et d’Antonia Neri. 
Il est le troisième fils des huit nés de leur mariage : Taddeo, Bartolomeo, Federico, Iacopo, Lucio, Maurizio, Aloysio, Marco Antonio.
Sa carrière de peintre est documentée à partir de 1550 quand il s’installe à Rome dans l’atelier de son frère aîné Taddeo Zuccari, peintre déjà établi à Rome. 
Federico commença presque par hasard, car son père l’avait conduit à Rome chez son frère pour des études de droit. Taddeo, par contre, étant donné sa  prédisposition pour la peinture et le dessin le garda avec lui dans son atelier où il grandit artistiquement.
En 1560, il est chargé de décorer le casino de Pie IV à la Cité du Vatican. De 1561 à 1564, il séjourne à Venise.
Accusé de propos inconsidérés par l'entourage de Grégoire XIII, il expose son tableau La Calomnie, où il affuble ses accusateurs de longues oreilles d'âne. Ceux-ci s'en plaignent au pape, qui lui ordonne de quitter Rome. Il voyage alors en Flandre, en Hollande, en Angleterre et à Venise.

## Casino de Pie IV du Vatican

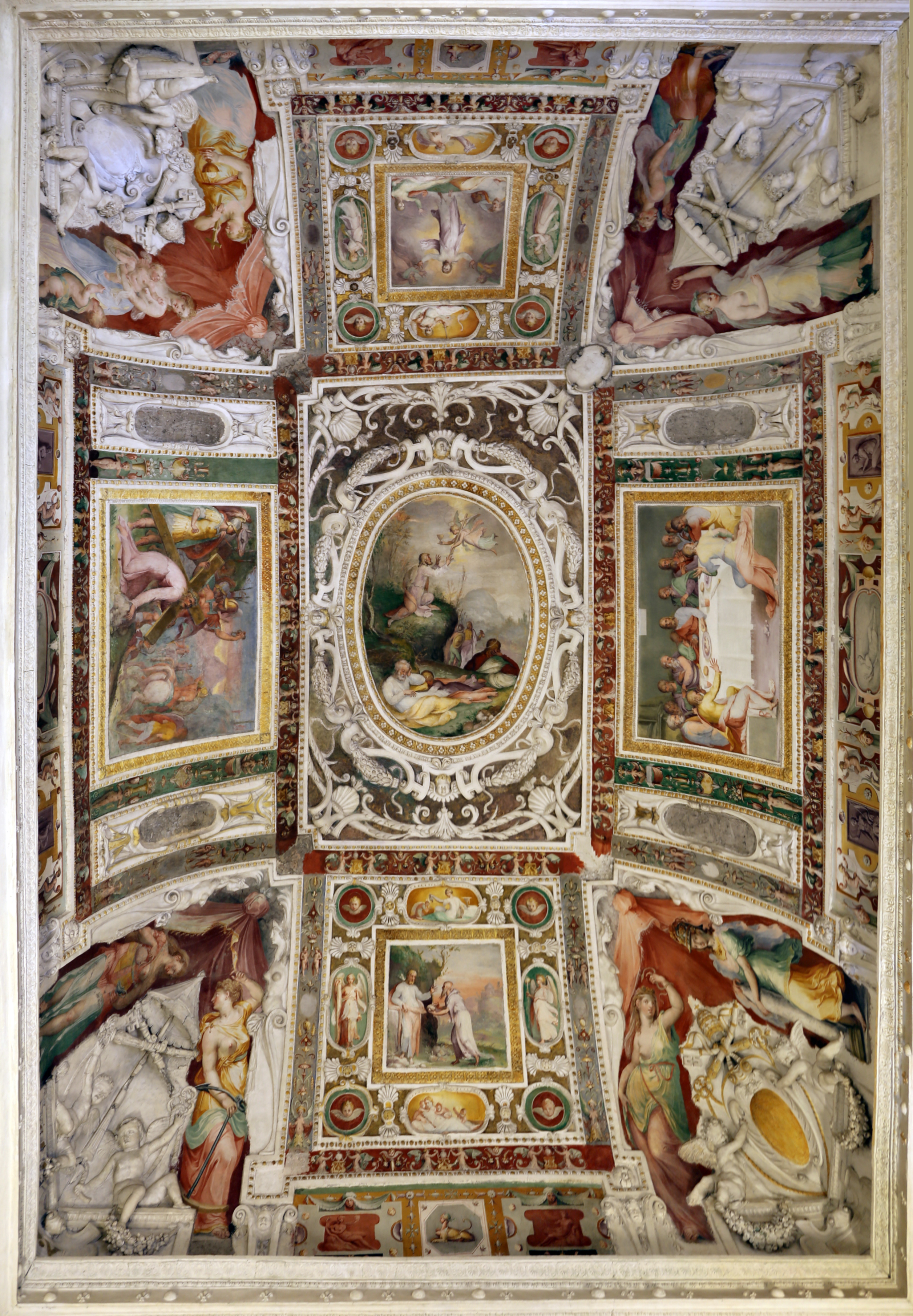
Voûte de la Salle du Gethsemani du Casino de Pie IV, 1560.
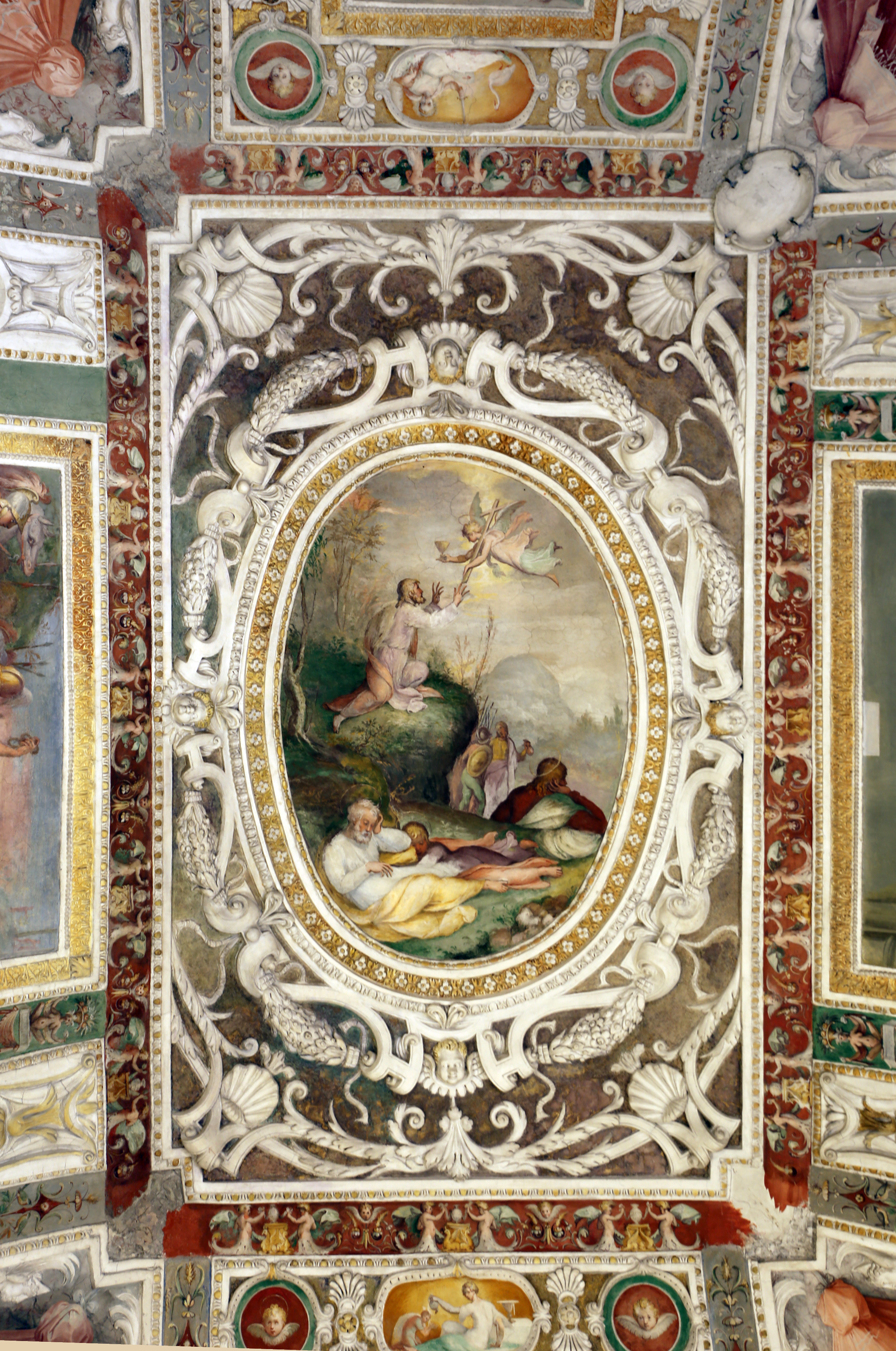
détail de la voûte, l'Oraison au Jardin, 1560.
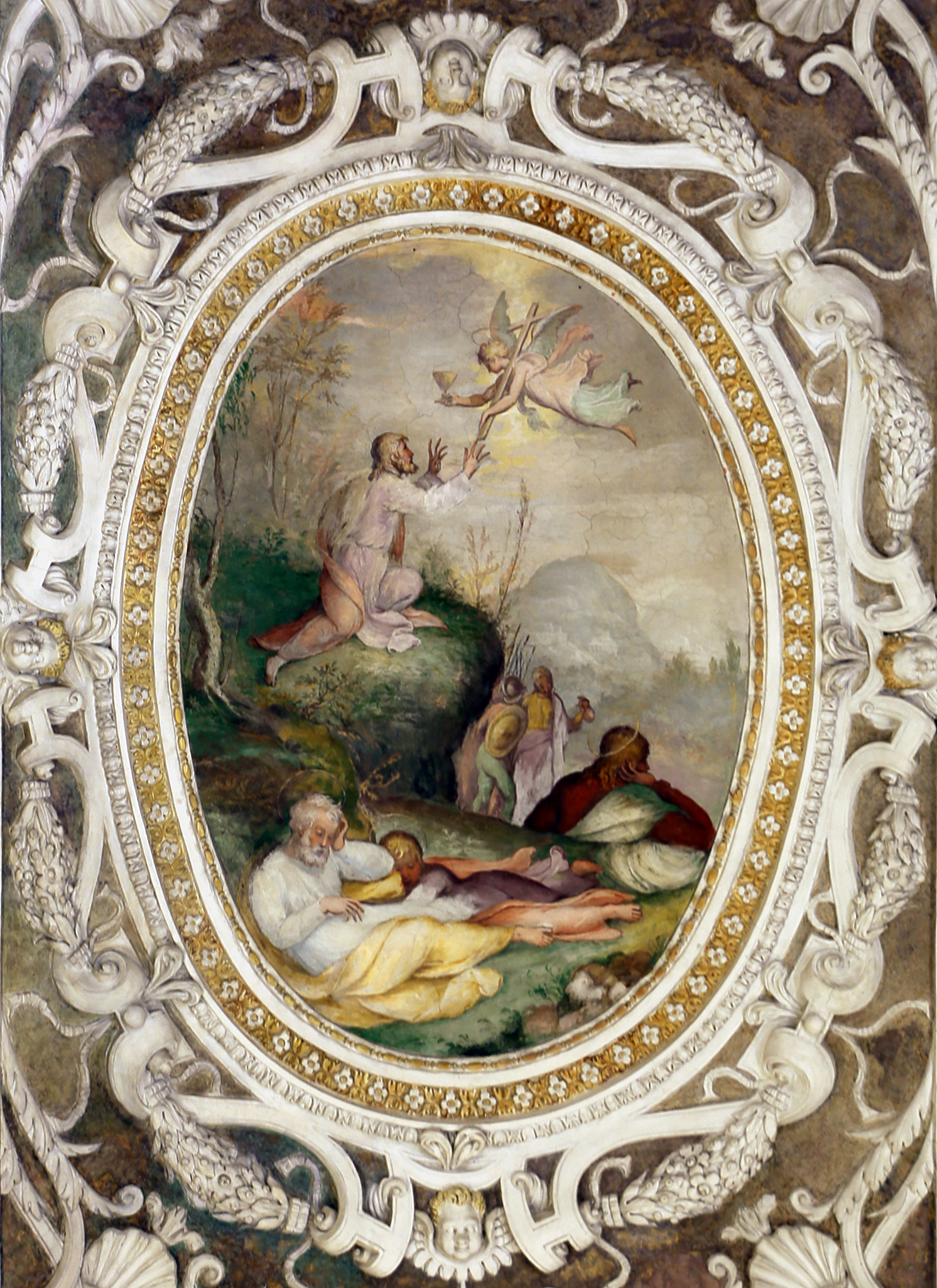
agrandissement de l’Oraison au jardin, 1560.

Entre 1563 et 1565, il fut actif à Venise auprès de la famille Grimani di Santa Maria Formosa. Durant sa période vénitienne, il voyagea aux côtés d'Andrea Palladio dans la région du Frioul. Le 14 octobre 1565, il entre à l'Accadémie du Dessin à Florence. Il adhère successivement à la Compagnie de San Giovanni di Terrasanta, dans laquelle son frère Taddeo fut déjà associé à partir du 17 novembre 1560. 
La querelle rapportée au pape s'étant apaisée, il revient à Rome et y termine son ouvrage et en reçoit éloges et récompenses. Il construit une maison sur le Pincio, où subsistent des fresques de sa main. 
Selon Lanzi, il se fait alors connaître comme « chef d'école de la décadence » (« caposcuola di decadenza »). 
Le 29 décembre 1573, Federico en devint le premier régent à vie, charge qui ne reviendra à l’avenir qu'à Antonio Canova. En 1592, il fonde les statuts de l’Académie de Saint-Luc à Rome, dont il devient le prince en 1593. 
Parmi ses premières œuvres en tant qu’assistant de son frère, il prit part aux éléments complémentaires des décorations du casino du pape Pie IV et de la villa Farnèse de Caprarola. À l'église des Minimes de Rome de la Trinité-des-Monts, Federico Zuccari achève des fresques commencées par son frère Taddeo. Ses premiers succès le font appeler à Florence, où on le charge de peindre le dôme de la cathédrale Santa Maria del Fiore. 

Fresque de la Coupole de Santa Maria del Fiore.

Il y place des figures hautes de cinquante pieds. Celle de Lucifer apparaît si démesurée qu'elle fait ressembler les personnages voisins à des enfants. Il commente lui-même cette particularité, en ajoutant que ces figures sont les plus colossales qu'on ait faites à ce jour. Luigi Lanzi pense qu'à part son immensité, la composition ne mérite guère d'éloges. On envisage un temps de lui faire remplacer les peintures de Pierre de Cortone. Seule la crainte qu'il ne vive pas assez longtemps empêche cette entreprise.

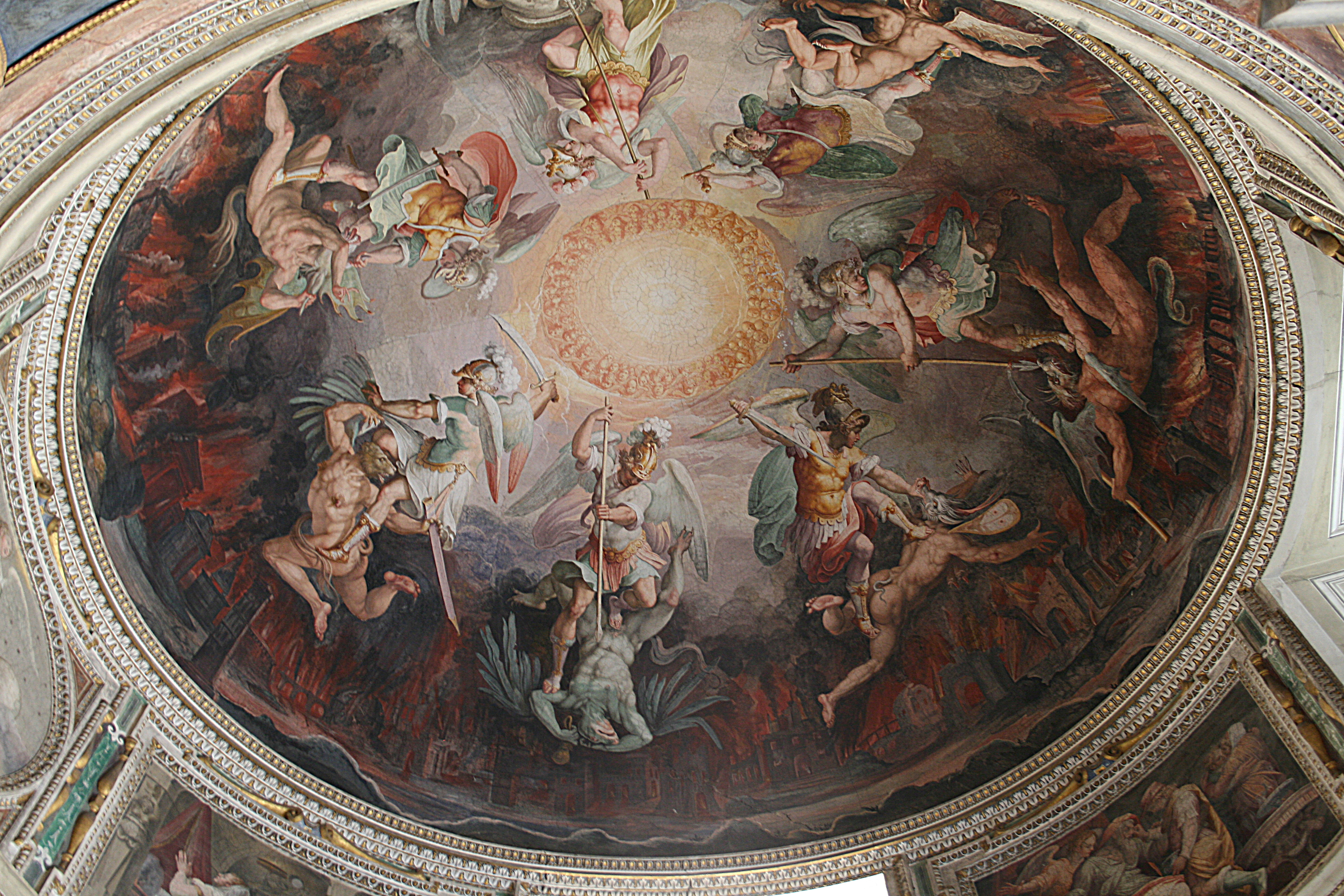
Chute de Lucifer et des Anges rebelles dans les appartements de Pie V.

Après ce travail, il prétend peindre toutes les coupoles et les travaux de grande dimension lui semblent destinés dans toute l'Italie.

## Premières Œuvres
- Chapelle Grimani, Église de San Francesco della Vigna, Venise.
- Grand escalier monumental, Palais Grimani de Santa Maria Formosa, Venise.
- Chapelle Pucci, Église de la Trinité-des-Monts, Rome.
- Église San Marcello al Corso , Rome.

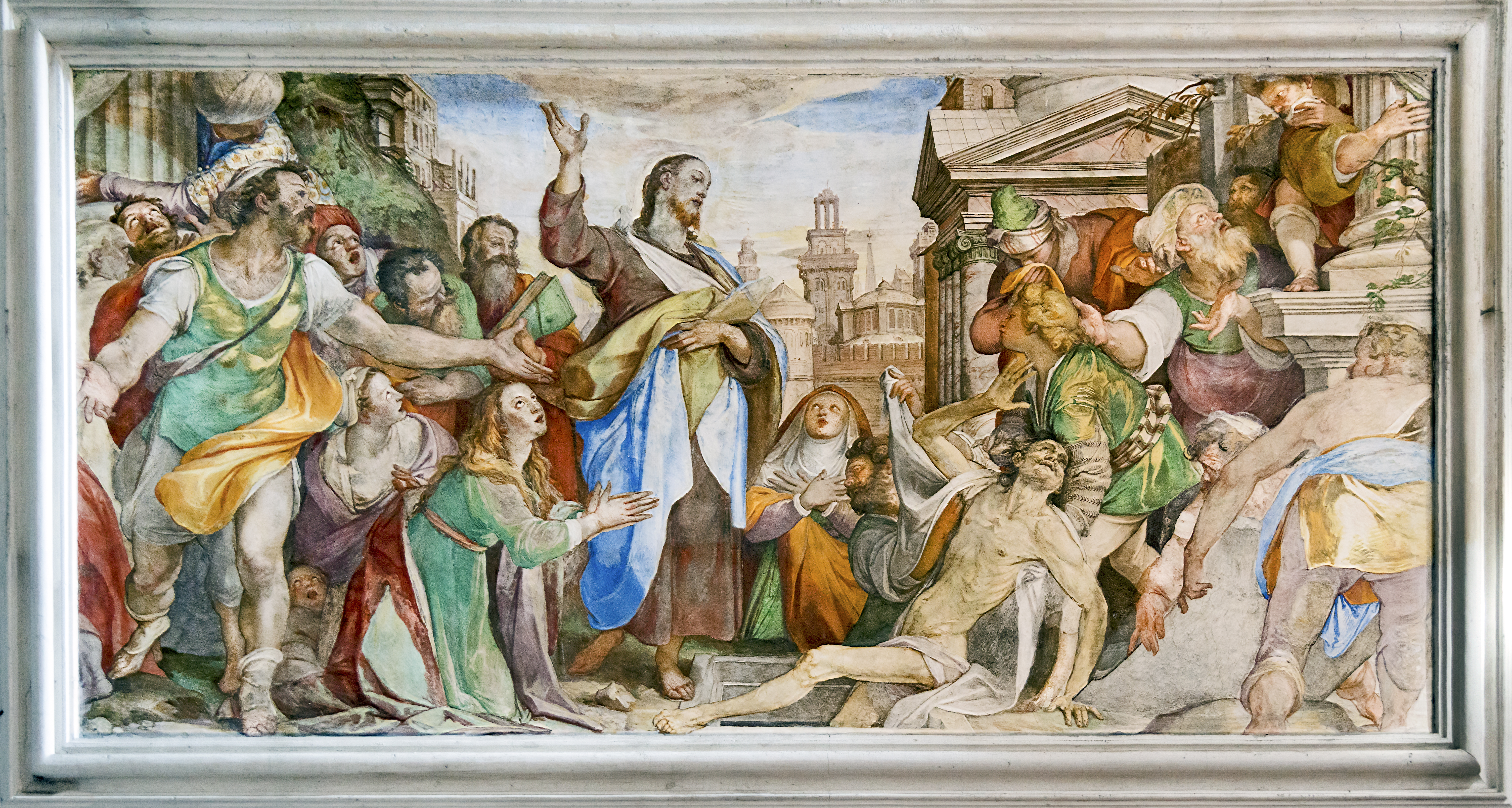
Fresque de la Résurrection de Lazare dans l’église San Francesco della Vigna à Venise en 1561.
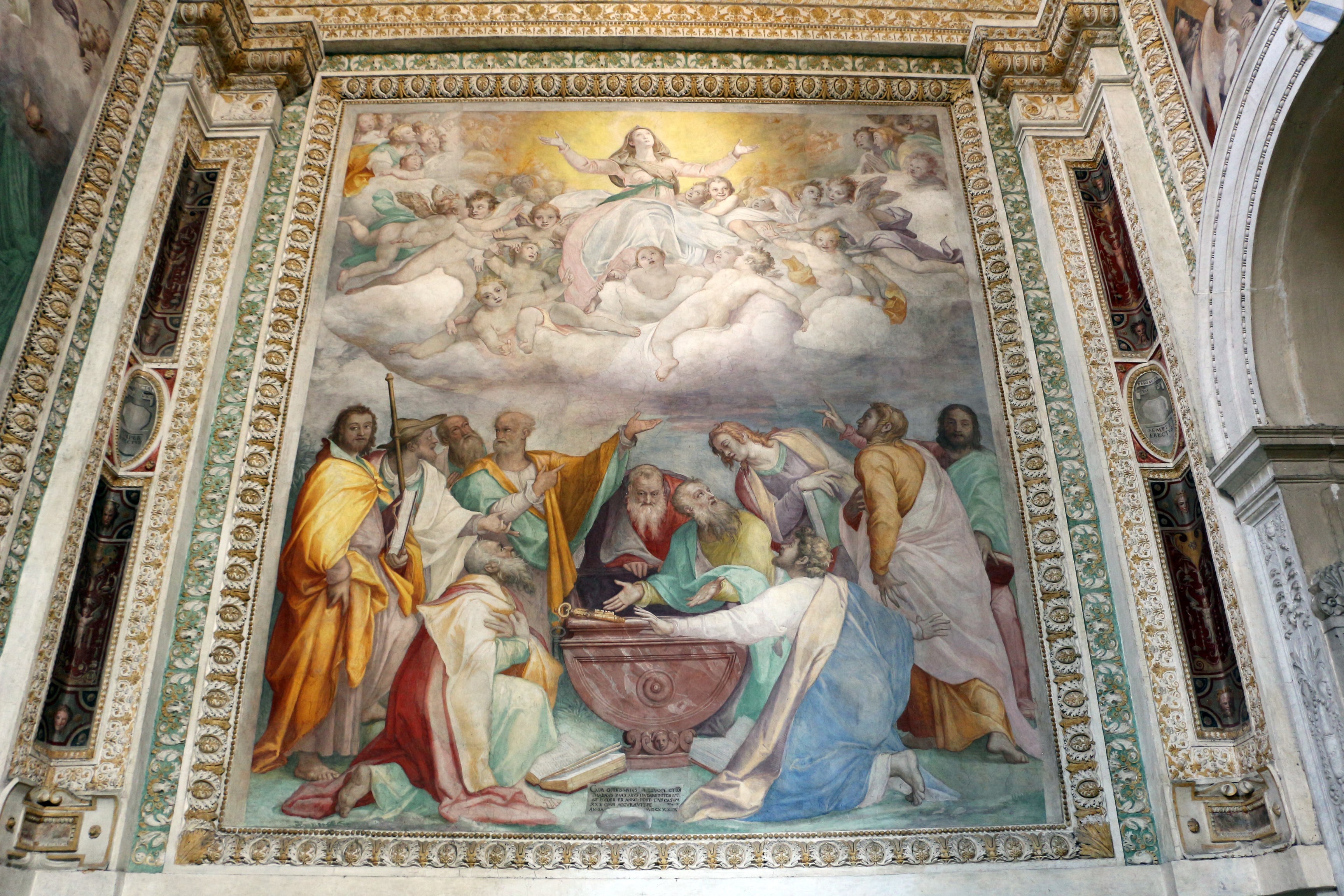
Chapelle des Pucci à la Trinité-des-Monts.
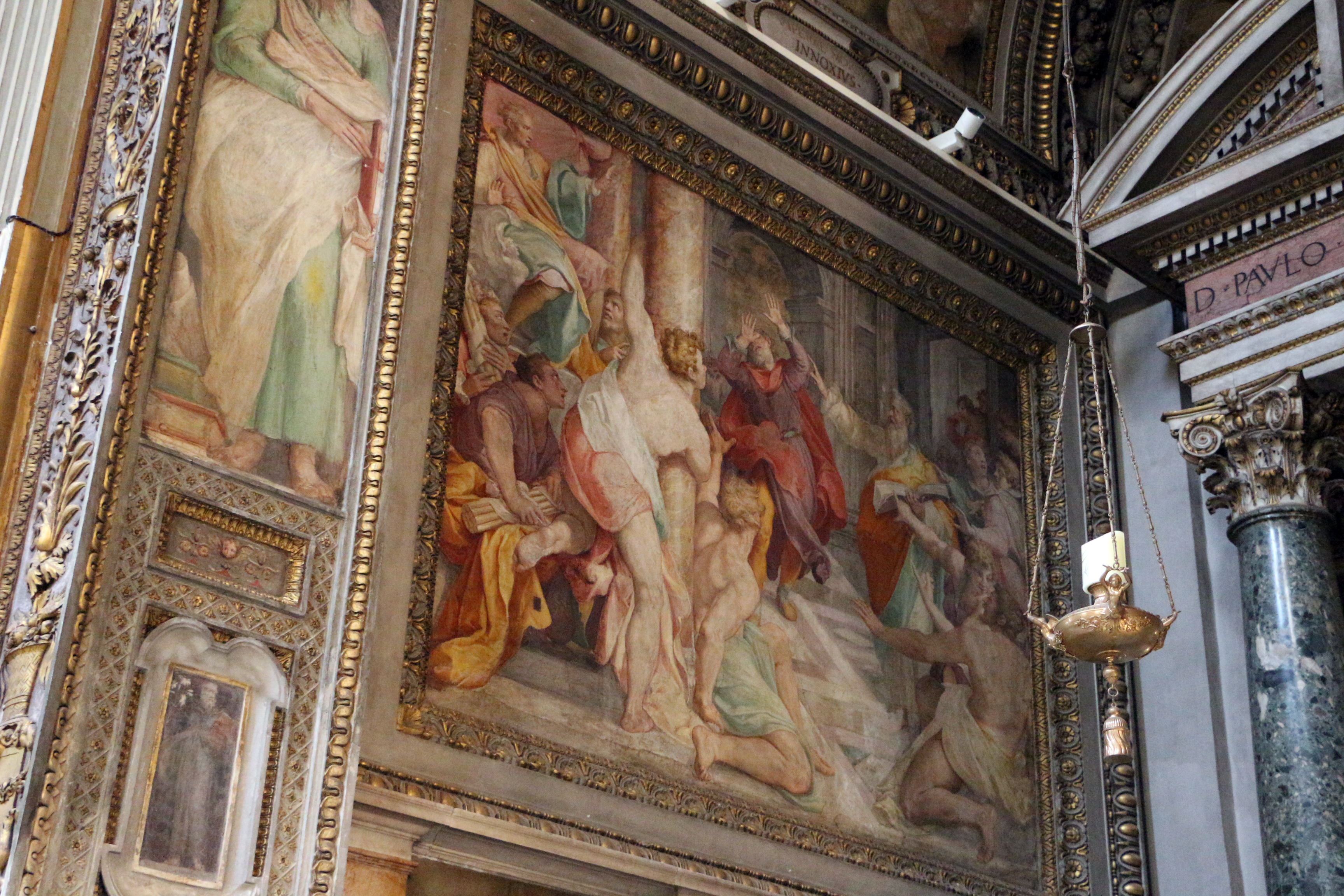
Elymas rendu aveugle, église San Marcello al Corso.

- Dôme d'Orvieto (1570).
- Oratorio del Gonfalone (1573), Rome.
- Dôme intérieur de Santa Maria del Fiore , Florence (après la disparition de Giorgio Vasari ), où il représente une grande partie de sa famille dans la section du Peuple de Dieu.

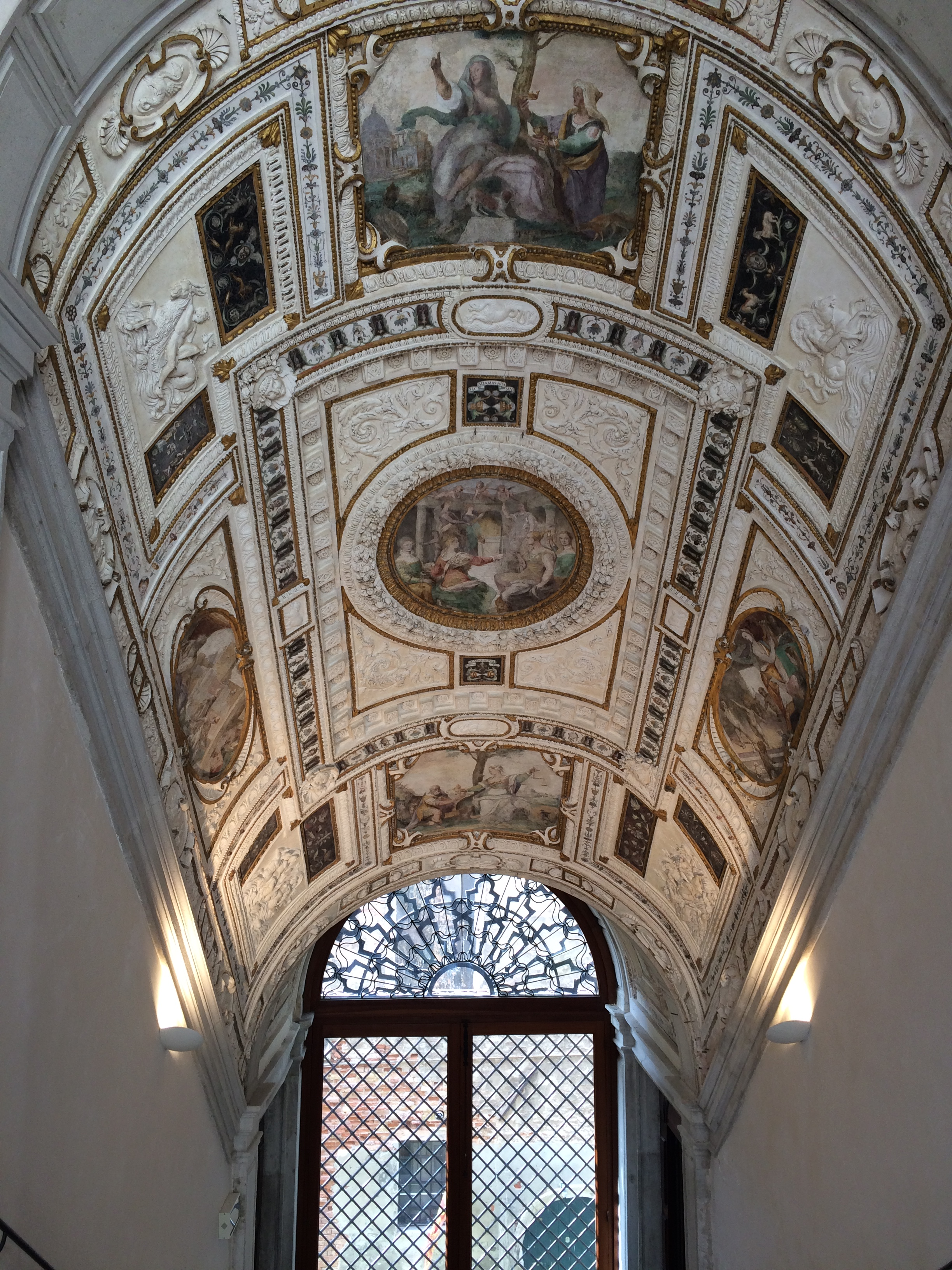
Grand Escalier de la Domus Grimani de Venise.

Zuccari fut rappelé à Rome par le pape Grégoire XIII pour continuer la décoration de la chapelle Paolina au Vatican, commencée par Michel-Ange et pour refaire les fresques de la salle des Chiaroscuri.

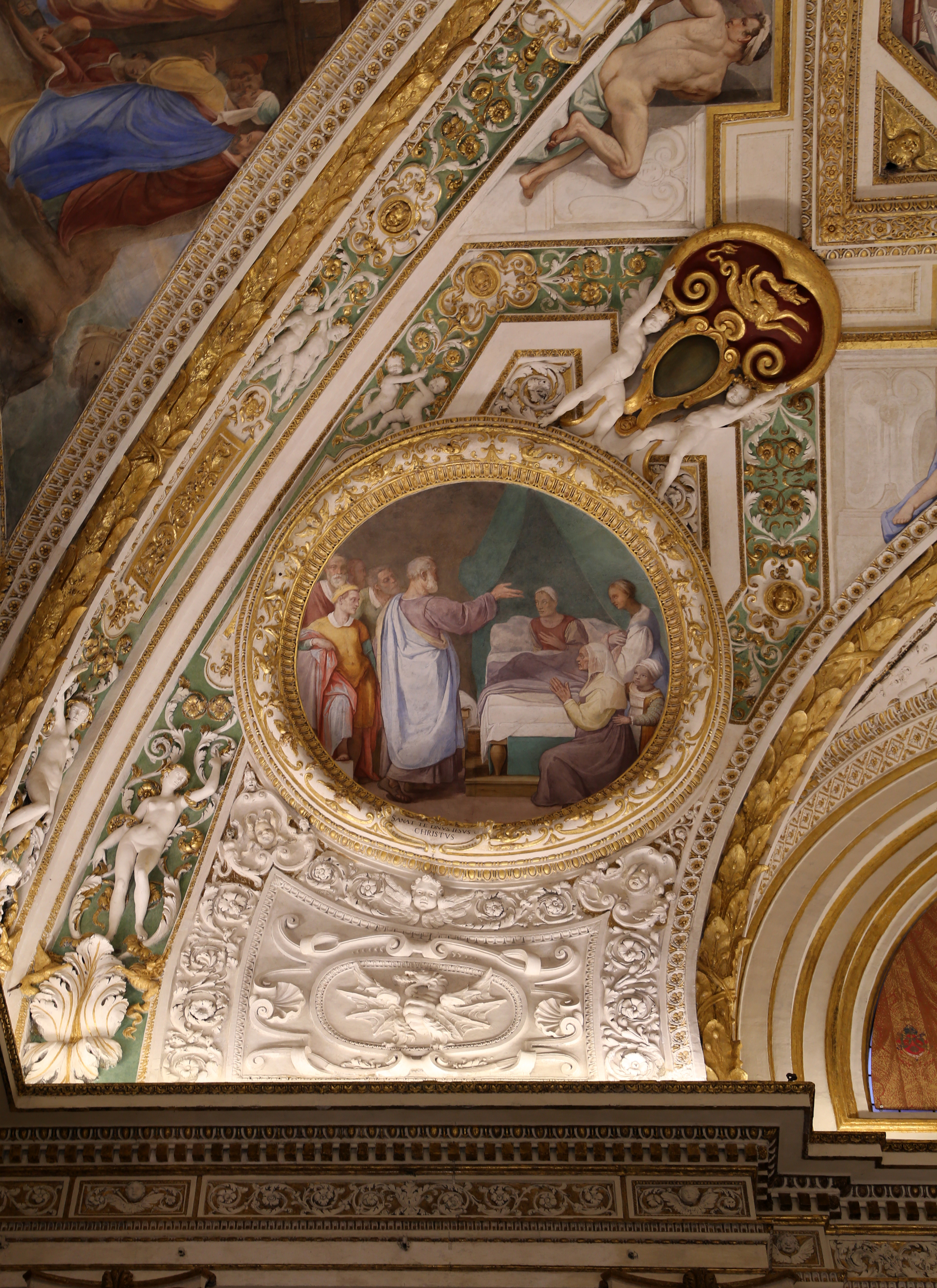
Histoire de saint Pierre et Saint Paul, voûte de La chapelle Paolina, Pierre guérissant une Femme.
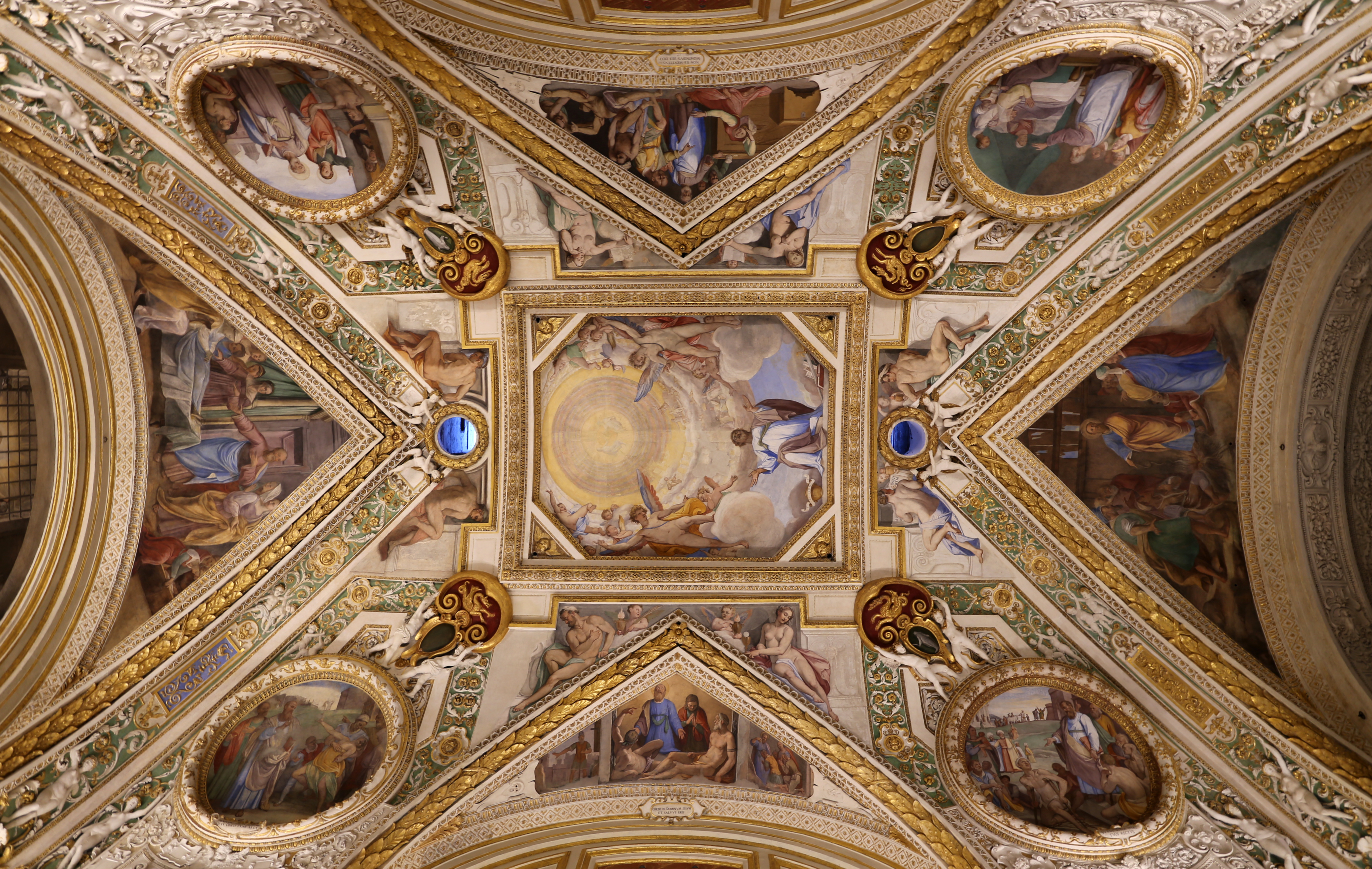
La voûte de La chapelle Paolina du Vatican par Federico Zuccari, chapelle comprenant également des peintures de Michel-Ange et Lorenzo Sabattini.
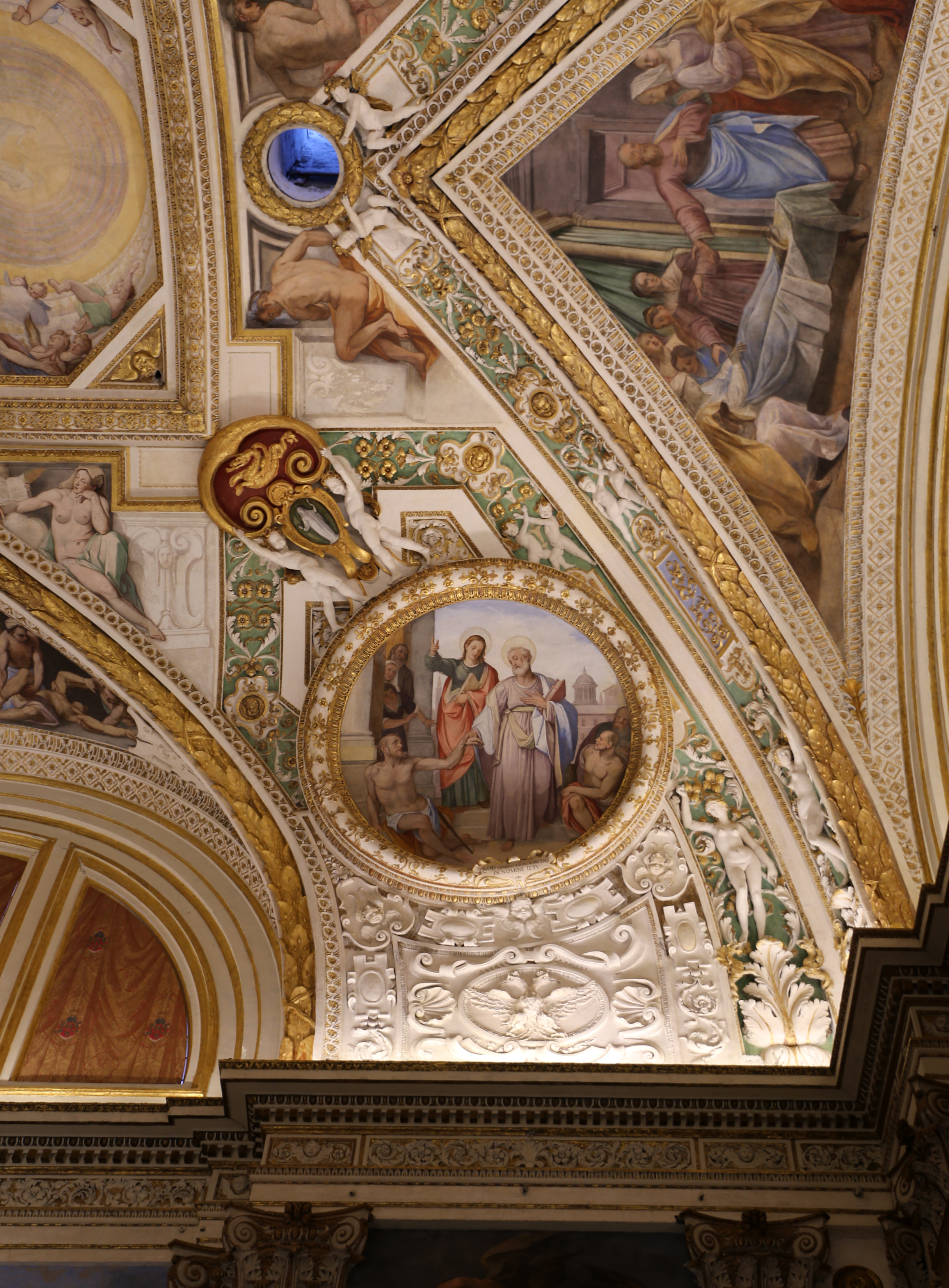
Histoire de saint Pierre et Saint Paul, voûte de La chapelle Paolina. Pierre guérit avec l’ombre.

Il visite ensuite Bruxelles où il réalise une série de cartons pour tapisseries. En 1574, il est en Angleterre, où il reçoit la commande de quelques portraits importants, comme celui de la reine Élisabeth Ire, de Marie Stuart, de Nicholas Bacon, Francis Walsingham et d’autres. Un autre tableau de la même période devrait être une Allégorie de la Calomnie, inspirée de la description de Lucien de Samosate d’une œuvre d’Apelle.
Il peint le portrait d’Homme avec deux Chiens, aujourd’hui au Palais Pitti et le Christ mort avec des anges dans la Galerie Borghèse de Rome. 
En 1585, il accepte l’offre de Philippe II d’Espagne pour décorer le nouvel Escurial pour un salaire annuel de 2 000 couronnes. Les travaux durent du mois de janvier 1586 à la fin de l'année 1588, quand il retourne à Rome, laissant la charge à Pellegrino Tibaldi. 
En 1595, il fonde, avec l’approbation du pape Sixte V, l’Académie de Saint-Luc, dont il est le premier prince. Parmi ses premiers étudiants, on trouve Bartolomeo Carducci.

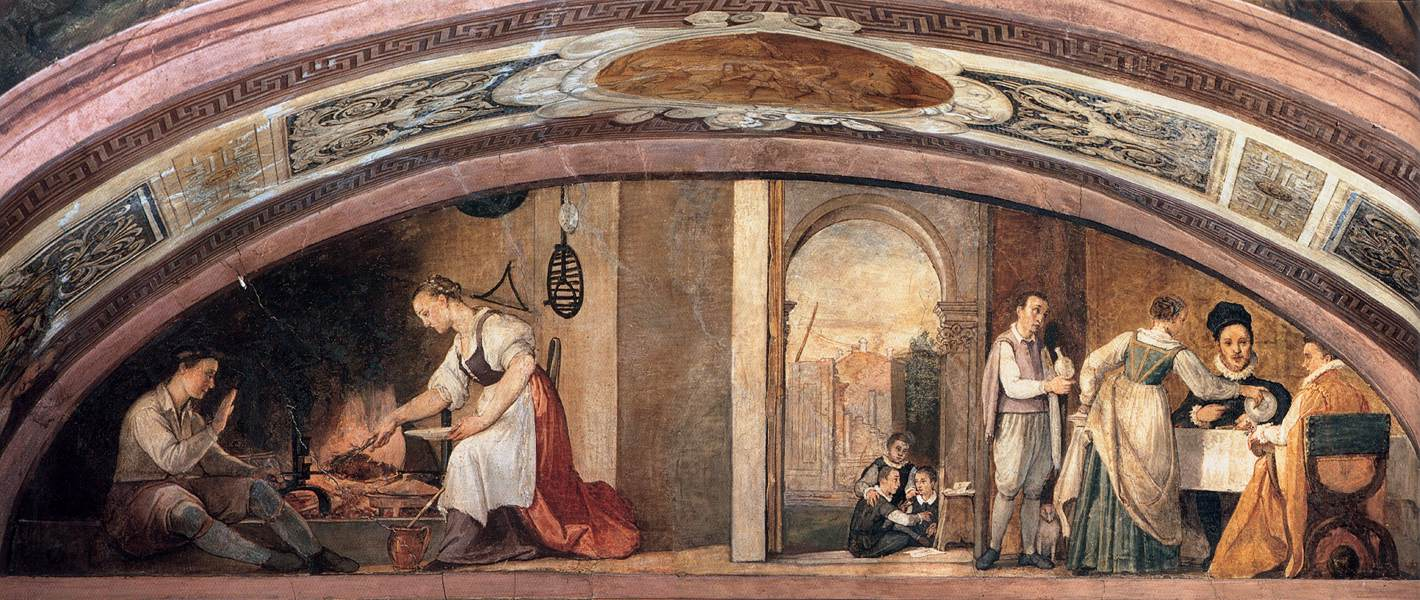
Lunette avec fresque de la vie de la famille de Federico Zuccari (autoportrait de Federico attablé), Florence, palais Zuccari.

À Florence, Federico Zuccari vécut dans ce qui avait été la maison d’Andrea del Sarto, à proximité de laquelle il fit ériger un étrange palais de sa conception, le Palais Zuccari, où il peignit les lunettes avec des scènes de la vie quotidienne en y représentant lui-même et sa famille. Ses bonnes relations avec les parents Fioravanti di Guffaia, bien considérés à la cour du Grand-duché de Toscane, contribuèrent à lui donner la charge de la fresque de la coupole de Santa Maria del Fiore. 
Federico Zuccari se marie à Urbino avec Francesca Genga, fille de Raphaël, peintre d'une dynastie qui donna naissance au concepteur du Palais ducal d'Urbin Girolamo Genga. De ce mariage naquirent sept enfants : Octavien, le 15 mai 1579 qui deviendra peintre, écrivain, docteur en droit et Podestà de Bologne en 1625 ; Isabella, 2 juillet 1581 ; Alexandre Thaddée, 1584 ; Horace, 1585 ; Cynthia, 1590 ; Laura, 1592 ; Jérôme, 1593.

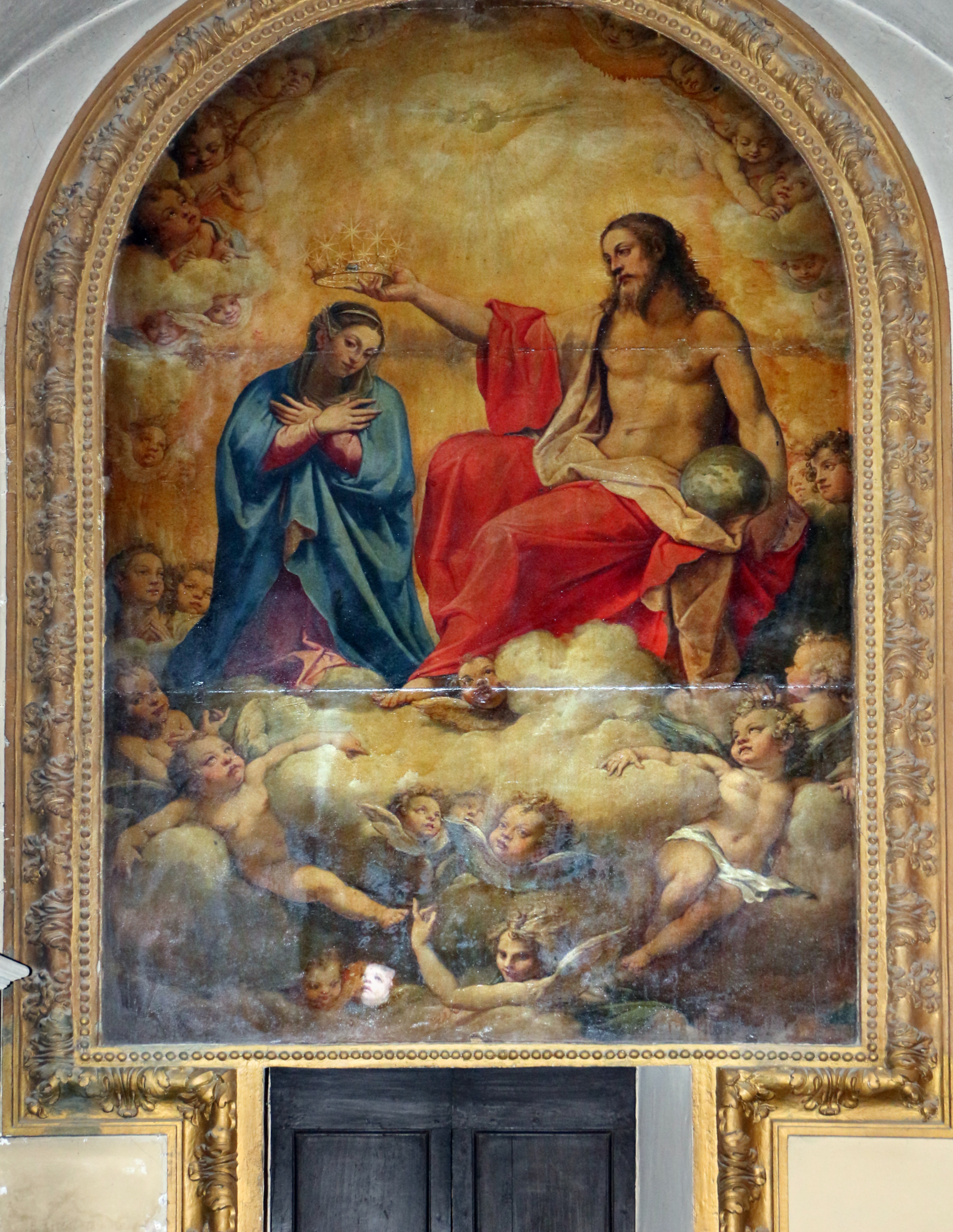
Couronnement de la Vierge, Rome, église de la Trinité-des-Monts.

Comme son contemporain Giorgio Vasari, Zuccari se consacre à la critique artistique et à l’historiographie. 
En 1604, il publie, à Pavie (où cette année-là, il peint à fresque la salle du Collège Borromeo avec Cesare Nebbia), son livre Origines et Progrès de l’Académie du Dessin, des peintres, Sculpteurs et Architectes de Rome.
En 1605, il publie à Mantoue Lettres aux Princes et Seigneurs Amateurs du Dessin, de la Peinture, de la Sculpture et de l'Architecture, écrite par Chevalier Federico Zuccaro, à l’Académie Insensata avec une complainte de la Peinture, œuvre de lui-même. 
En 1607, il publie, à Turin, l’œuvre considérée comme la plus importante, son traité in-folio Idea dé Pittori, Scultori et Architetti. L'ouvrage est réimprimé à Rome en 1768.
Il écrivit aussi en tant que chroniqueur de ses innombrables voyages en Europe et à travers l'Italie. Il célébra son passage à travers l’Italie avec la demeure de Parme en 1608 et Passant par Bologne et Ferrare en 1609. 

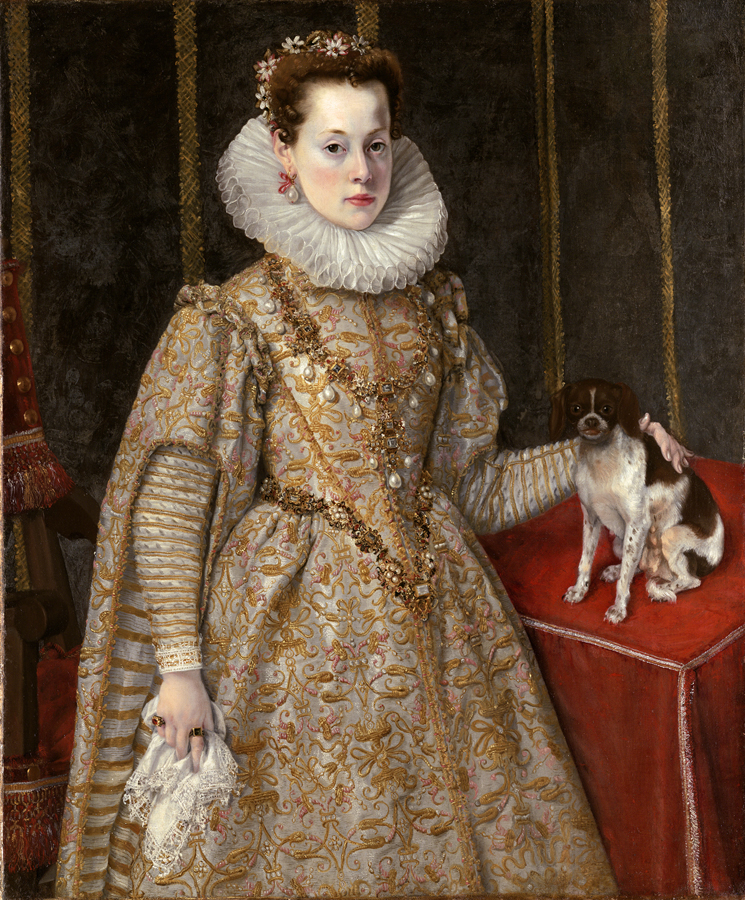
Marguerite de Savoie, duchesse de Mantoue (vers 1605), localisation inconnue.

En 1588, il obtient un titre de noblesse et une forte pension annuelle du roi Philippe II d’Espagne dont il est peintre de cour de 1585 à 1588.
De retour en Italie en 1591, le Sénat de Rome lui accorde la citoyenneté et le titre de patriciat extensible avec les privilèges relatifs à ses descendants. 
Vers 1595, il est nommé principe de l'Accademia di San Luca nouvellement fondée et retourne en Espagne.
En 1603, il se rend à Venise et y retouche quelques-uns de ses ouvrages.
Peu avant sa mort, il obtient le titre de Chevalier. Frédéric, gravement malade, est invité chez le marchand ancônétain Marco Jovitta, à Ancône, le 19 juillet 1609. Il a le temps de dicter ses dernières volontés en présence du notaire Mondelci, déclarant son âge de soixante-dix ans ; il organise également ses funérailles. 
Il meurt le 20 juillet 1609 et, par une cérémonie solennelle, il est enterré par les frères augustins au couvent d’Ancône dans le tombeau familial de son ami marchand d’Ancône, Marco Jovitta.

## Le palais Zuccari de Rome
L'édifice a été construit à partir de 1591 pour le peintre Federico Zuccari, qui n'a pu voir son achèvement. Le portail d'accès au palais est un mascherone, un masque avec une énorme bouche ouverte. Le sous-sol a été orné de fresques de Zuccari lui-même. À sa mort, en 1609, il légua le bâtiment aux artistes de l'Accademia di San Luca qu'il avait fondée.

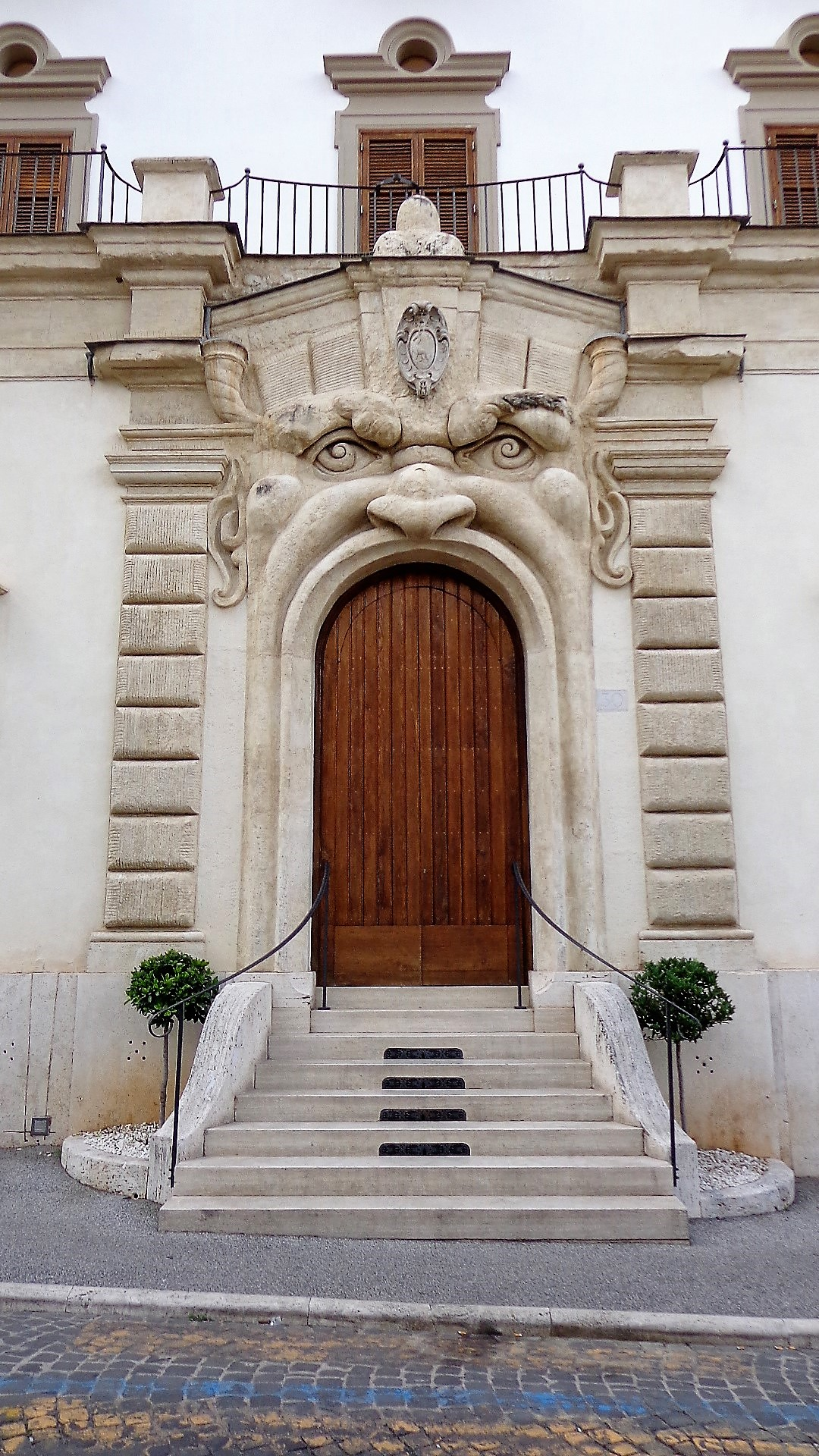
Entrée en forme de mascaron du palais Zuccari de Rome.
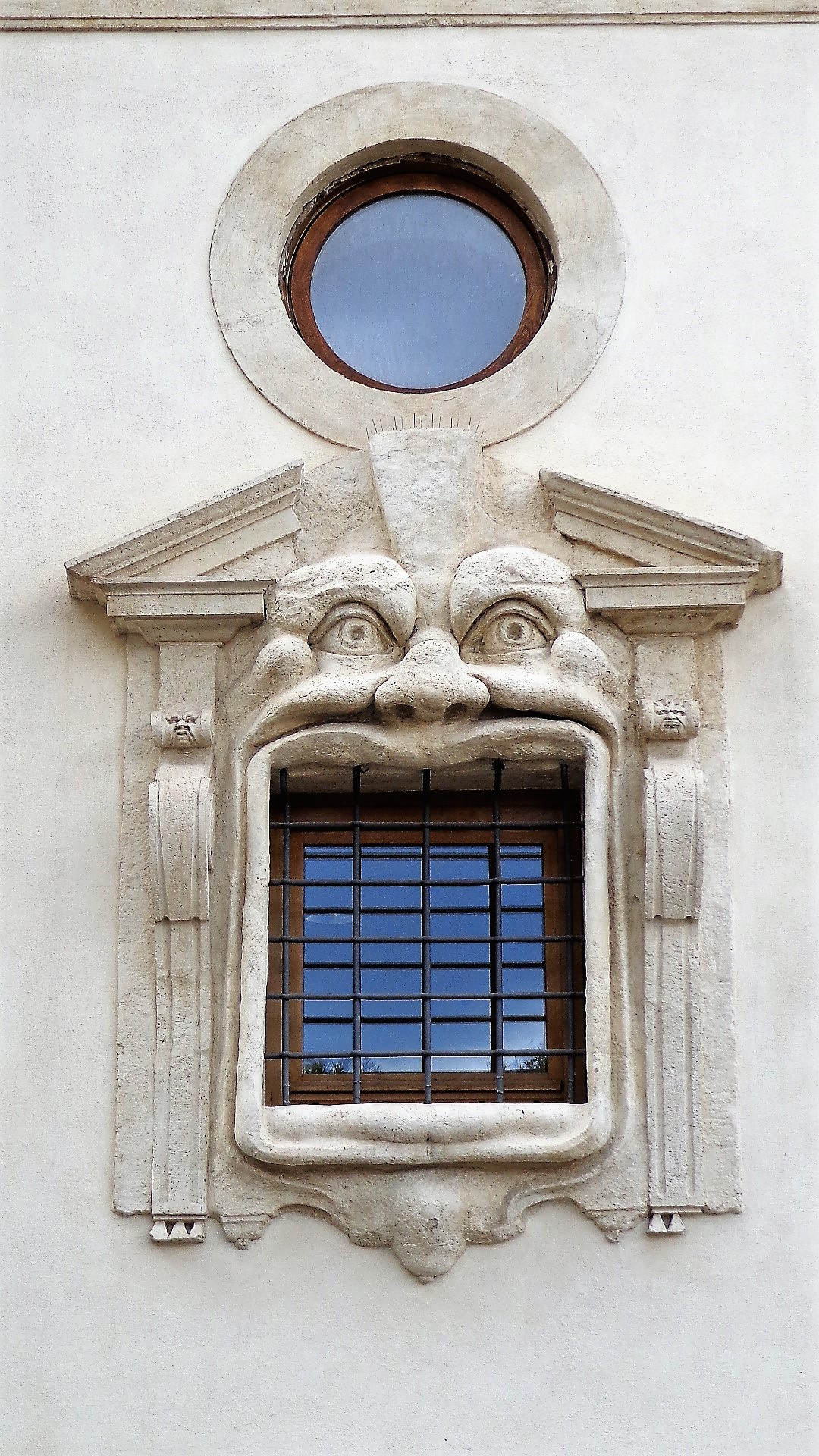
Fenêtre en mascaron du palais Zuccari.
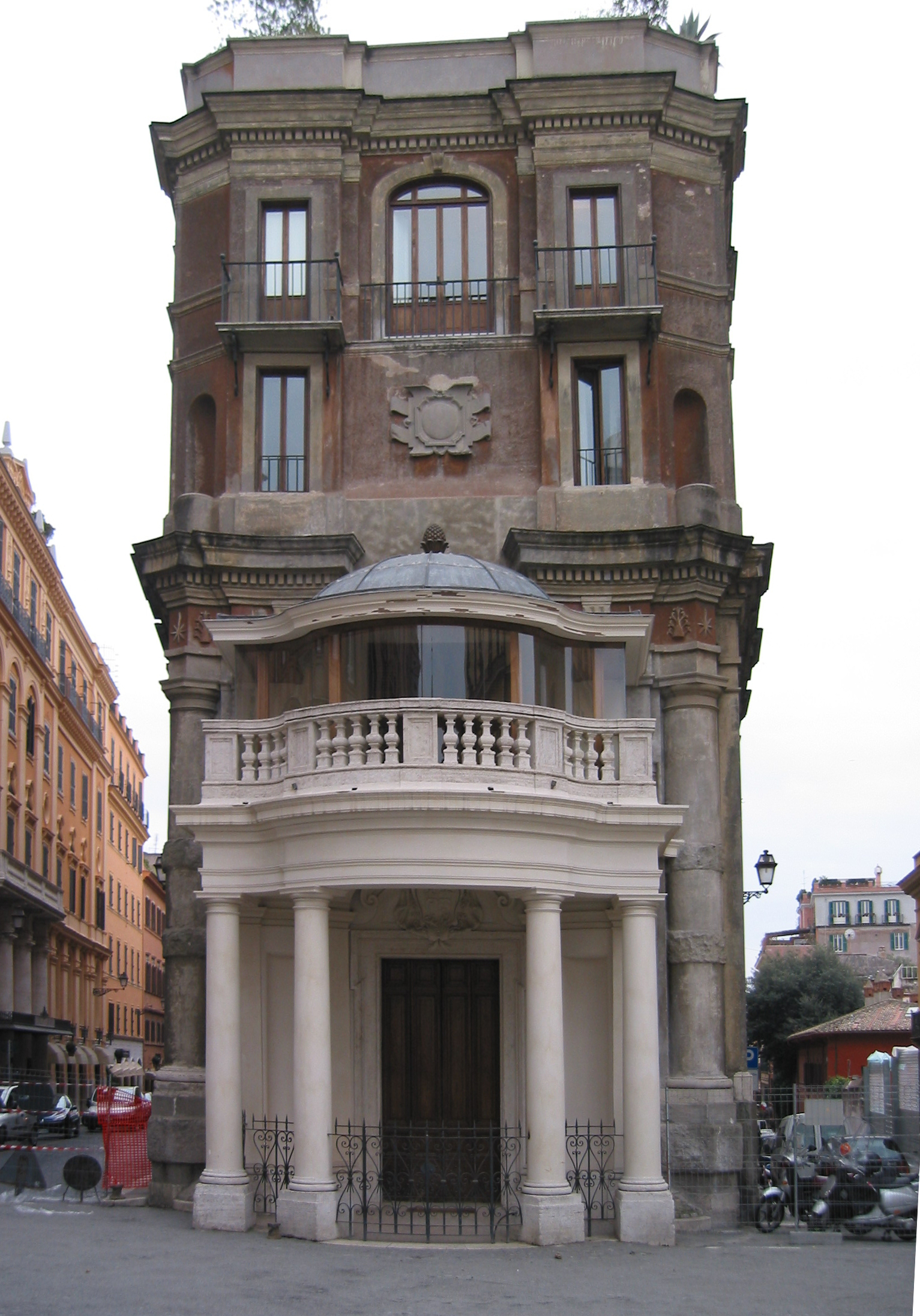
Vue latérale du palais Zuccari de Rome.

## Œuvres

### Espagne
- Valence , collège du Corpus Domini : Purgatoire.

### France
- Paris, École nationale supérieure des beaux-arts :
  - La Canonisation de saint Hyacinthe, graphite, plume, encre brune, lavis brun, rehauts de blanc sur papier brun clair, 25,5 × 35,5 cm[4]. Dessin préparatoire d'une fresque pour la chapelle Saint-Hyacinthe de l'église Sainte-Sabine de Rome, entre 1598-1600. Il compose façon précise la canonisation du saint avec de nombreux personnages prestigieux, comme Clément VIII[5].
  - Le Pape entouré de cardinaux accueille quatre laïcs, sanguine, pierre noire, plume, encre brune et lavis brun, 21,3 × 28,7 cm[6]. Destinée au même décor peint par Zuccari dans la chapelle Saint-Hyacinthe de l’église Sainte-Sabine à Rome entre 1598 et 1600, cette feuille d’un format plus modeste représente le pape entouré d’une assemblée de cardinaux accueillant quatre laïcs[7].
  - Portrait de Fra Simone, portier du couvent de Vallombrosa, vu à mi-corps, pierre noire et sanguine, 24,7 × 19 cm[8]. Il s’agit d'un dessin de Fra Simone, concierge de l’abbaye de Vallombrosa, où Zuccari séjourna à deux reprises — août 1576 et août 1577 — lorsqu’il mena entre 1575 et 1579 le chantier du décor peint de la coupole du Duomo à Florence[9].

### Italie
- Amelia (Ombrie), palais Cansacchi : fresques du salon central, salle d’entrée et salon adjacent.
- Ancona (Marches), église de San Giovanni Battista, abside : Ecce Homo, huile sur toile.
- Cortona (Toscane), musée diocésain : Assomption de la Vierge entre saint Jean Baptiste et sainte Catherine.
- Florence (Toscane) :
  - galerie des Offices : Autoportrait, vers 1588.
  - cathédrale Santa Maria del Fiore, coupole : fresques en continuation du projet de Vasari , à partir de 1574.
  - palais Zuccari : architecture et fresques, 1578-1579.
- Lorette (Marches), Sainte Maison de Lorette, chapelle des ducs d'Urbino : fresques de la Vie de la Vierge, 1582-1583.

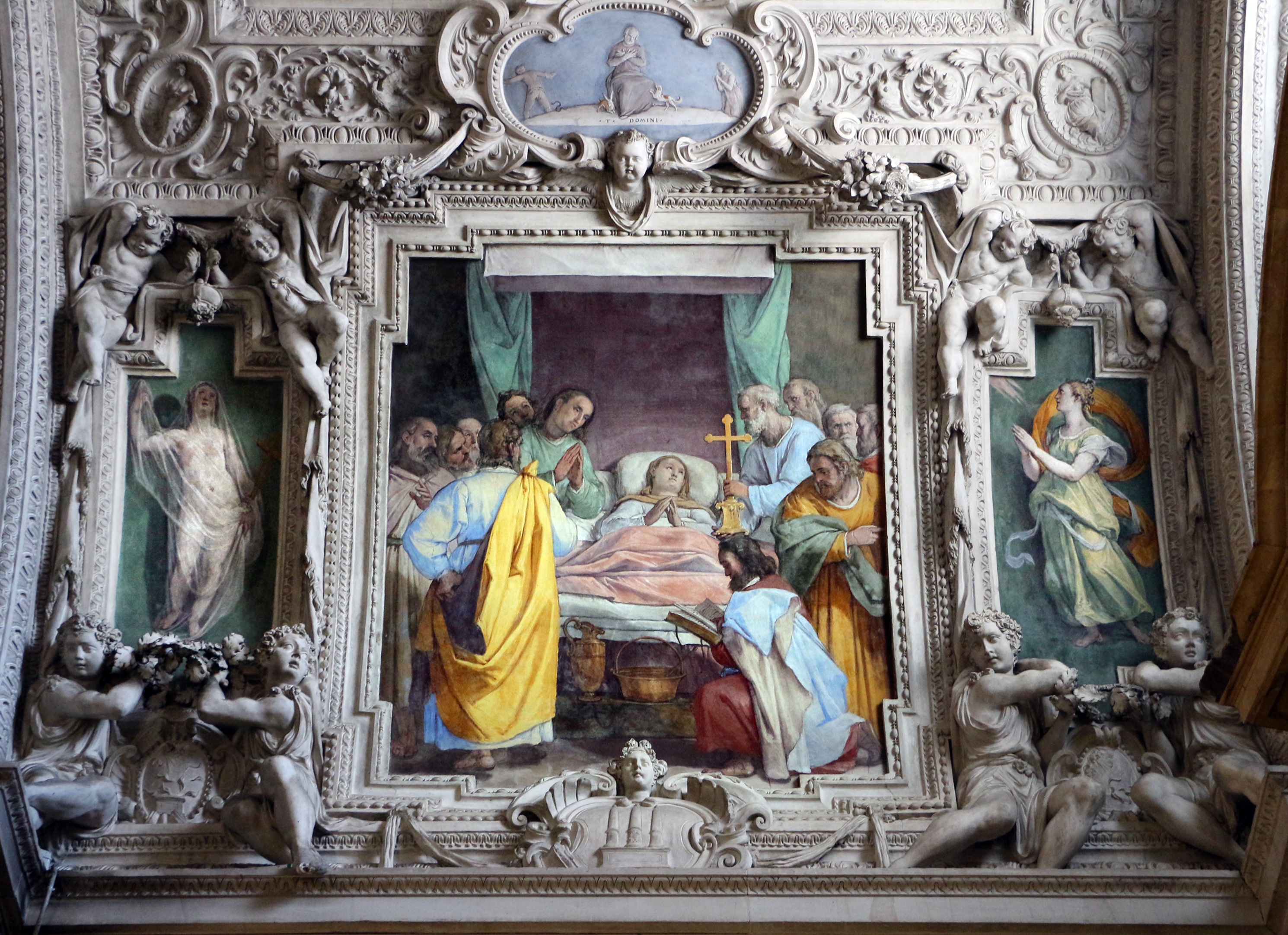
Détail de La chapelle de Francesco Maria II d’Urbino, sainte Maison de Lorette.
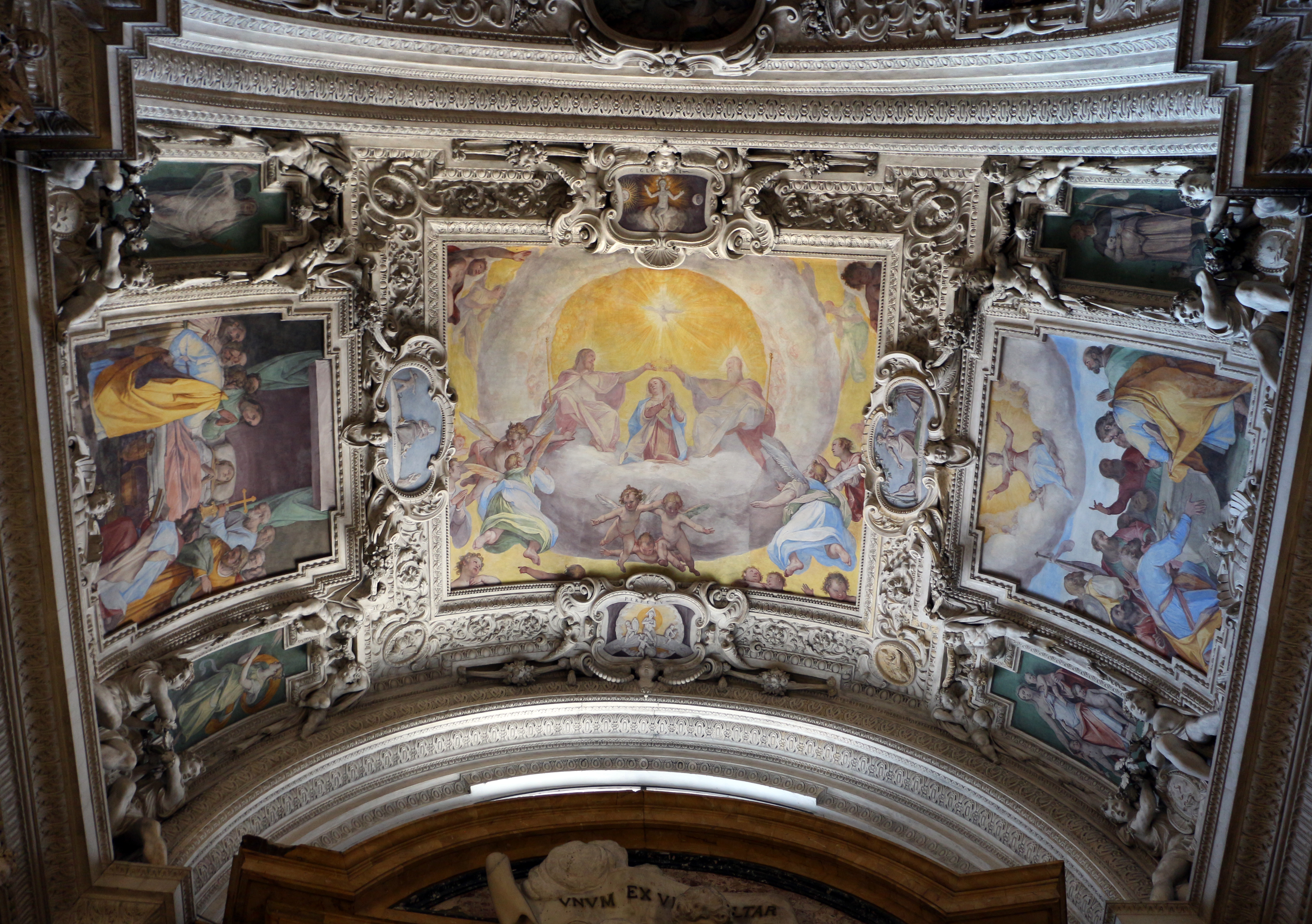
Chapelle de Francesco Maria II d’Urbino de la basilique de la Sainte Maison de Lorette, Lorette, 1582-1583.
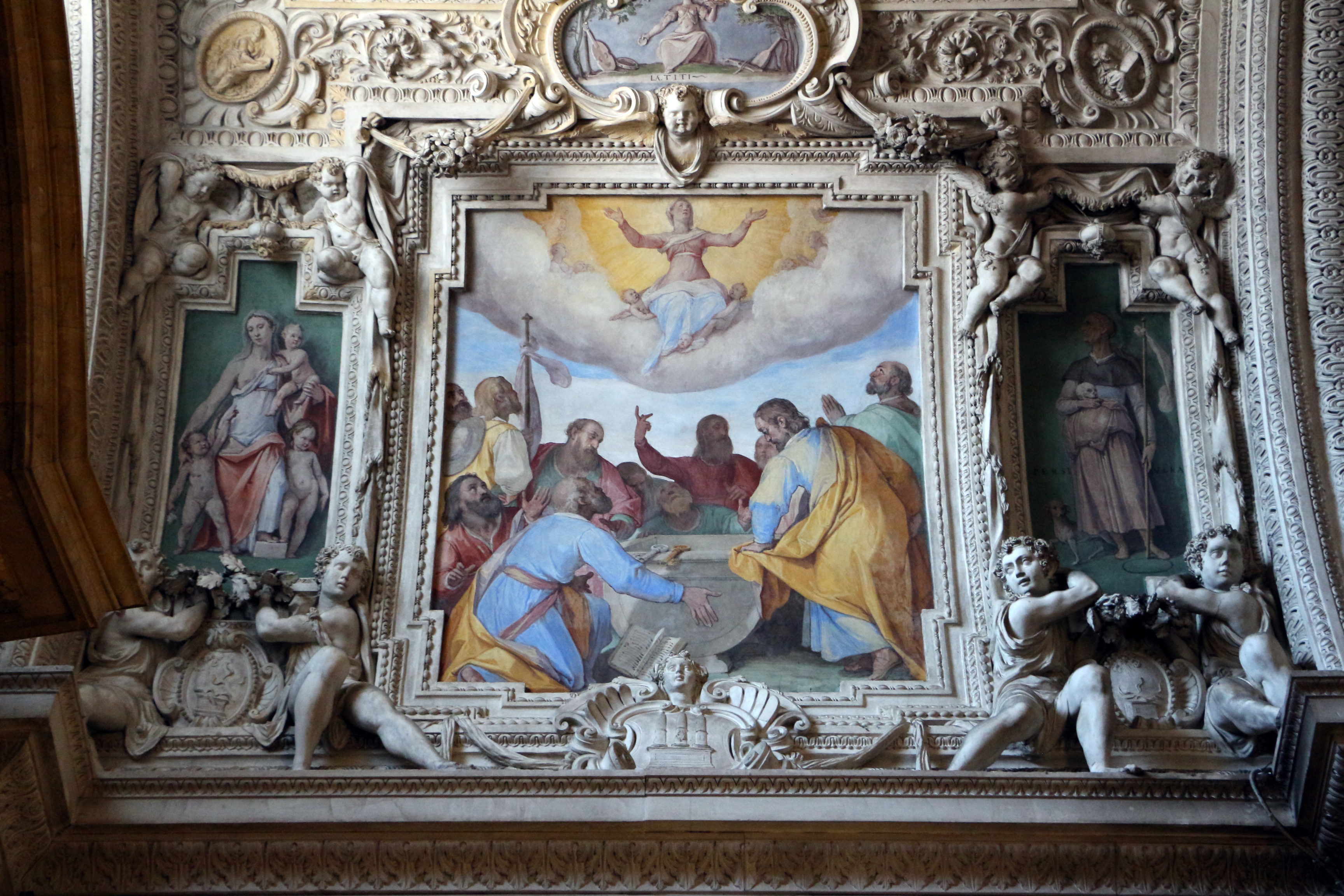
Détail de La chapelle Francesco Maria II d’Urbino, basilique de la Sainte Maison de Lorette, Lorette.

- Milano (Lombardie), Dôme de Milan : retable de sainte Agathe visitée en prison par saint Pierre.
- Reggio Emilia (Émilie-Romagne), cathédrale de Reggio Emilia, abside : L'Assomption de la Vierge, huile sur toile.
- Rome :
  - basilique Saint-Pierre, sacristie : Gloire des saints sur la porte d’entrée de la sagrestia dei canonici.
  - palais Zuccari : entrée de la via Gregoriana.
  - chapelle Paolina du palais apostolique : fresques avec scènes de la vie de saint Pierre et Paul, sur la contre-façade et sur les parois latérales, en collaboration avec Lorenzo Sabbatini .
  - basilique Santa Sabina, chapelle de San Giacinto : fresques.    - Triomphe de San Giacinto, chapelle san Giacinto dans l’église Santa Sabina à Rome.
    - Détail du Triomphe de san Giacinto.
    - Détails du Triomphe de san Giacinto.

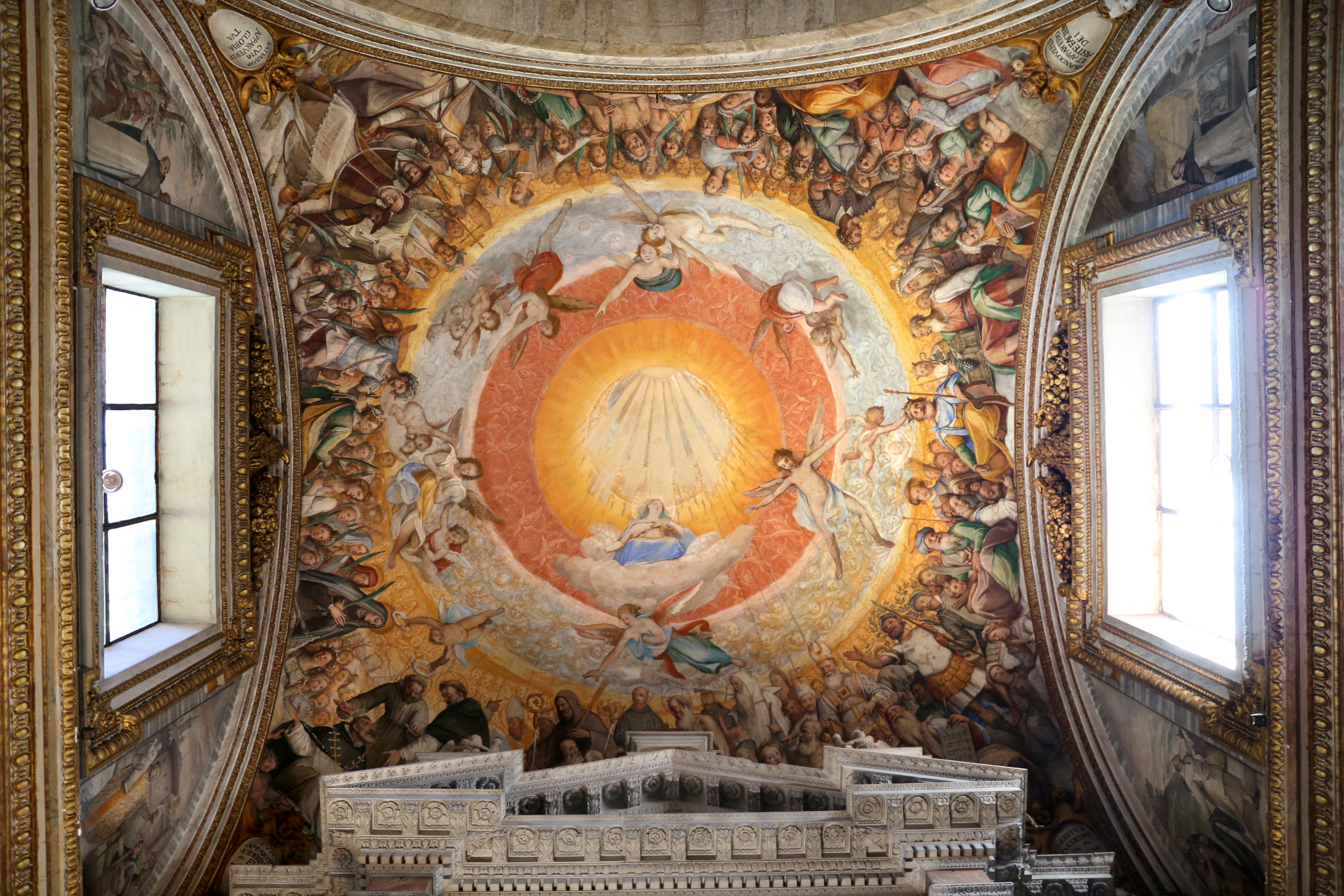
Triomphe de San Giacinto, chapelle san Giacinto dans l’église Santa Sabina à Rome.
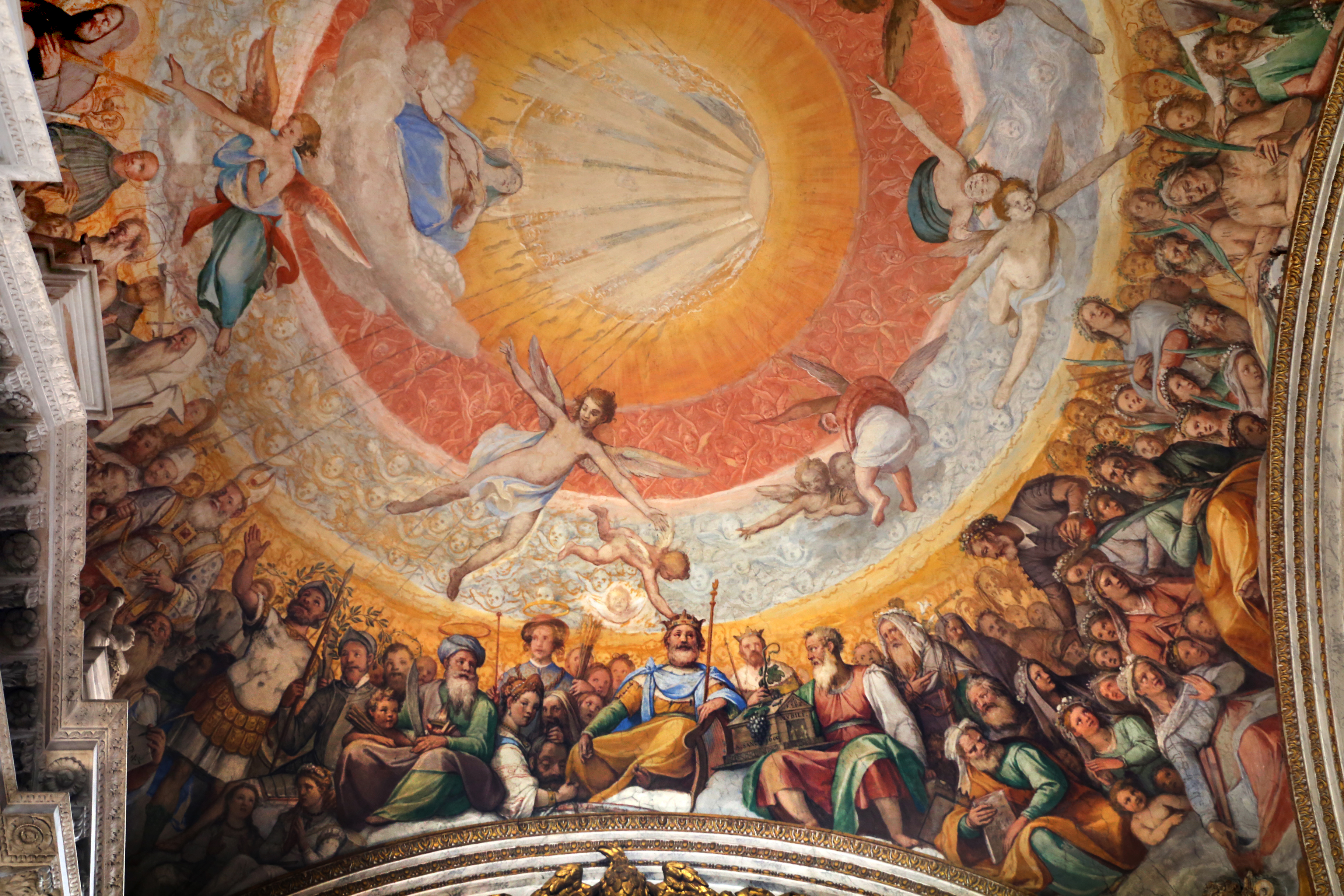
Détail du Triomphe de san Giacinto.
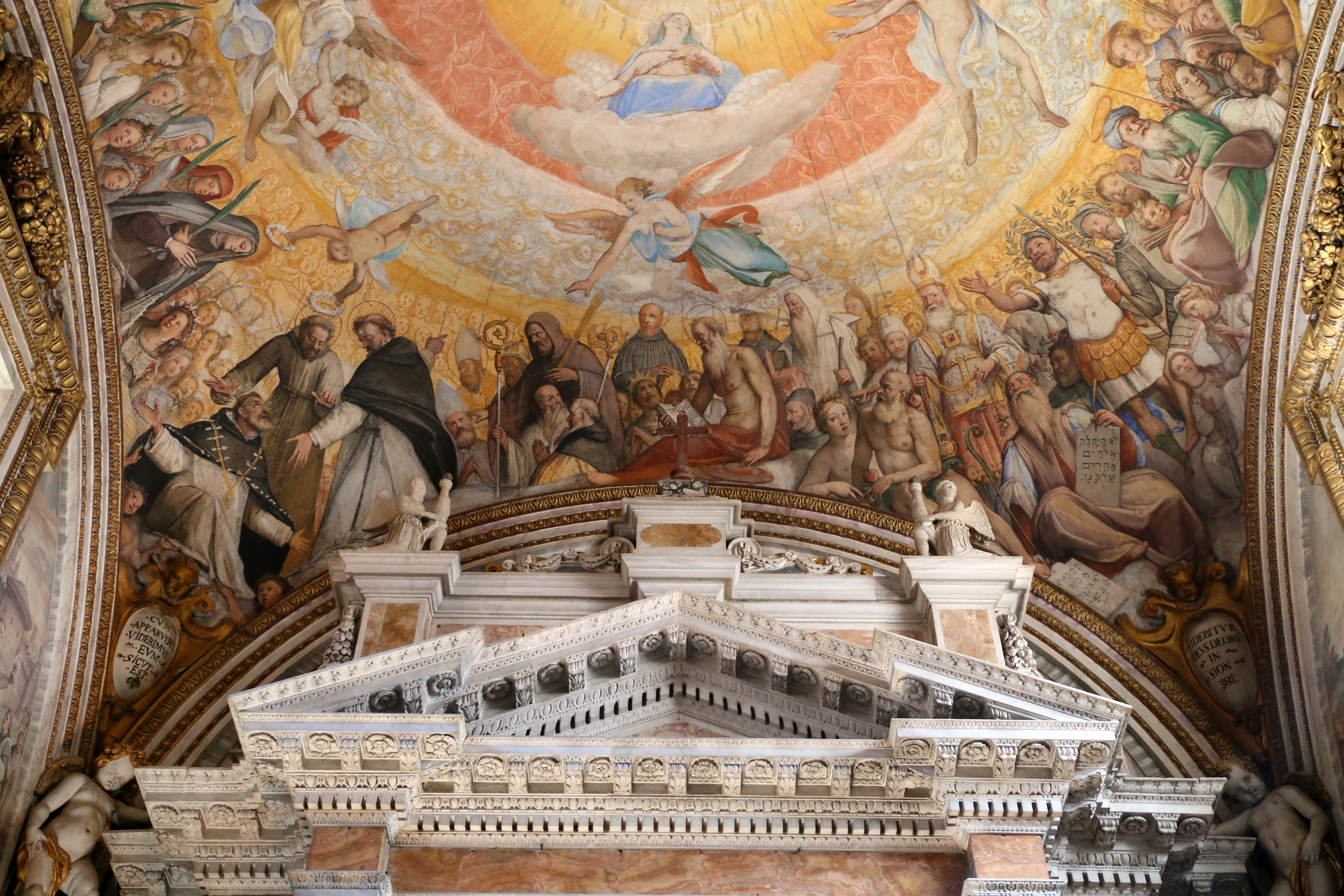
Détails du Triomphe de san Giacinto.

- Basilique Santa Pudenziana : dessins pour les mosaïques de la chapelle Caetani.
- église du Gesù, troisième chapelle de droite : fresques.
- Église San Lorenzo in Damaso, presbytère : Couronnement de la Vierge avec saints.
- église Marcello al Corso : Conversion de saint Paul sur l'autel et parties complémentaires des histoires des saints initiées par Taddeo dans la voûte et murs de la chapelle Frangipane.
- Église Santa Maria Egiziaca (temple de Portunus) : Sainte Marie l'Égyptienne.
- Église Santa Maria dell'Orto, abside : Histoires de la Vierge, avec Taddeo, et première chapelle de droite : Annonciation, vers 1561.

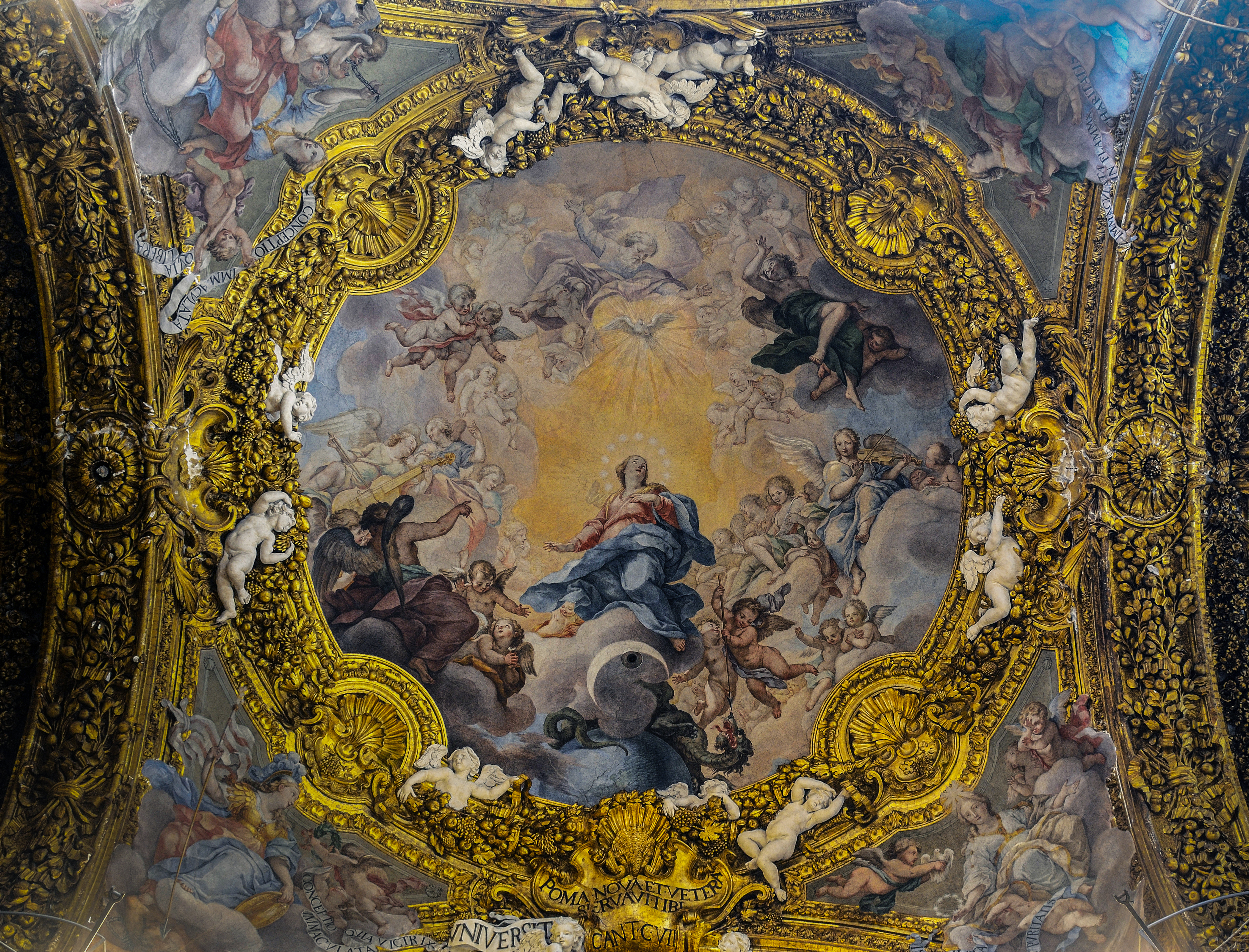
L'Assomption, abside de l’église Santa Maria dell'Orto.

- Église Santa Prassede, sacristie : Gesù cade sotto la croce.
- Église Santa Trinità dei Monti, chapelle Maxime : décoration.
- Église Santa Caterina dei Funari : décoration des pilastres de la seconde chapelle à droite, fresques de la chapelle Cesi, correspondant avec le presbytère, histoire de sainte Catherine d'Alexandrie sur les murs latéraux.
- Galerie Borghèse :
  - Christ mort soutenu par les anges ;
  - Sainte Anne.
- galerie de l'Académie de Saint Luc : Autoportrait.
- Musées du Vatican, salle des clairs-obscurs : Saints et apôtres.
- Oratorio del Gonfalone : Histoire de la Passion du Christ, avec différentes collaborations.
- Petit Palais de Sixte V, loggetta : Histoires d'Hercule, fresques.
- Petit Palais de Tizio da Spoleto : décoration de la façade.
- Petit Palais Zuccari : dessins et architecture.
- Palais Caetani, salon du premier étage : frise avec amorini, en collaboration avec Taddeo.
- Palais Costaguti, salle des Mois : fresques.
- Palais Giustiniani, voûte de la salle Zuccari.
- Pinacothèque Capitoline : Autoportrait.
- Pavie (Lombardie), Almo Collegio Borromeo : salle des fresques.
- Sant'Angelo in Vado (Marches), Maison Zuccari : Armoiries de la famille et figures allégorique.
- Turin (Piémont) :
  - église de la Miséricorde : Décollation de saint Jean Baptiste.
  - église de Saint François d’Assise : Sainte Anne.
- Urbino (Marches) :
  - Galleria Nazionale delle Marche : Porta Virtutis.
  - musée Albani : Ecce homo alla colonna .
- Venise, Palais des Doges : Frédéric Barberousse baise les pieds du pape.

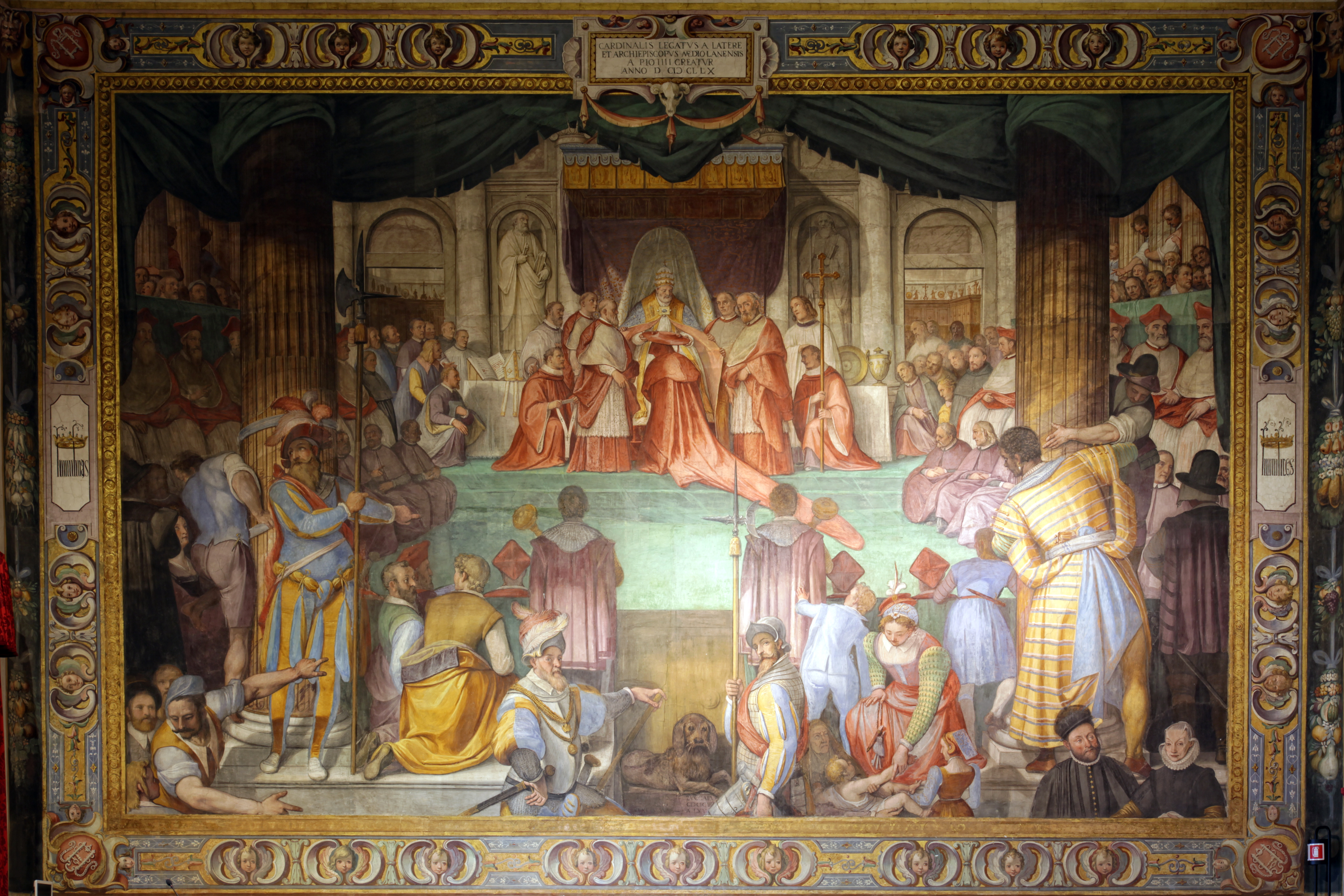
Pavie, Almo Collegio Borromeo, Imposition du chapeau de cardinal à Saint Charles Borromée.
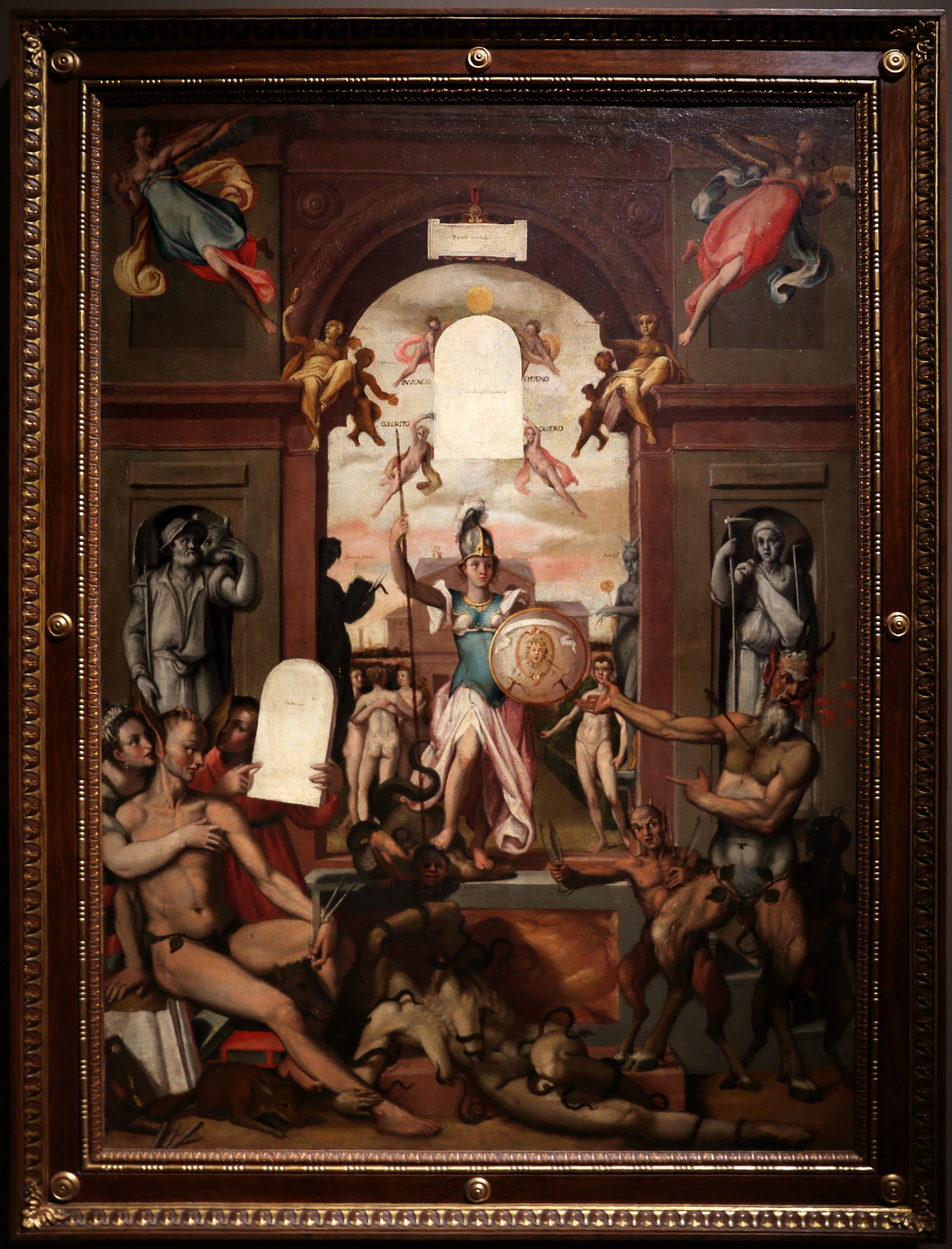
Porta Virtutis, 1585, Urbino, Galerie nationales des Marches.
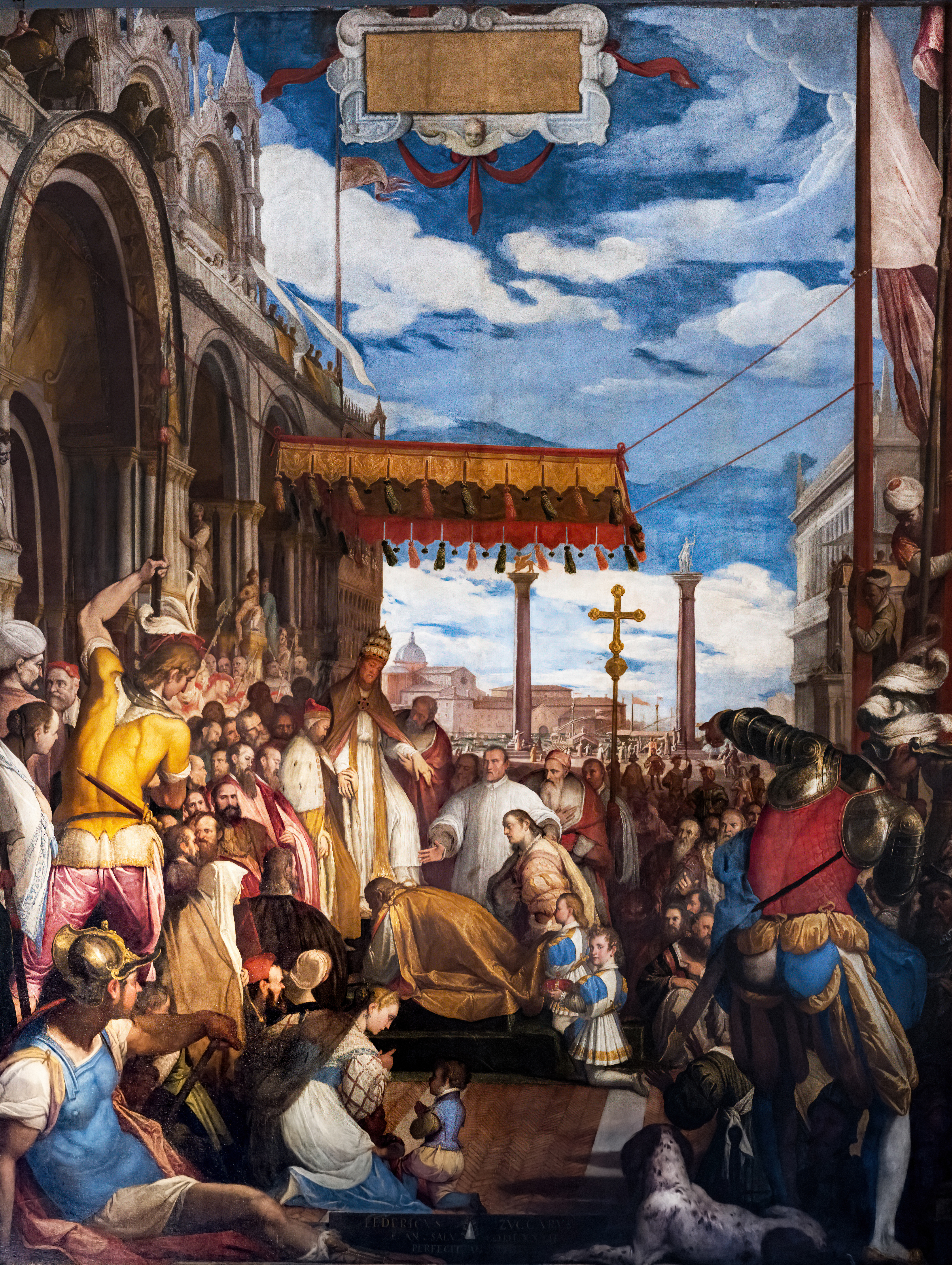
Il Barbarossa bacia il piede al Papa, Sala del Maggior Consiglio, Venise, Palais ducal.

### République de Saint Marin
- Église de San Francesco : Déposition du Christ.

### Royaume-Uni
- Hampton Court, collections royales :
  - Calomnie ;
  - nombreux portraits de la reine Élisabeth Ire et autres dignitaires de la Cour.

## Postérité
On doit à Zuccari des idées architecturales et des sculptures.
Sa fortune fut immense. Il la devait peut-être moins à ses talents qu'à des formes agréables, un entretien rempli de grâce et de politesse, un esprit cultivé et une générosité qui ne tarda pas à lui attirer la gêne.
Ses écrits contre Vasari semblent inspirés par l'irritation et l'envie. On lui reprocha un ton dogmatique, peu clair, et un style dont l'affectation frisait le ridicule.
Son école fleurit quelques années. Elle compta des élèves distingués parmi lesquels le père dominicain Ignazio Danti et l'artiste Cristoforo Roncalli, qui fut chargé d'achever un bras contigu à la loge peinte par Raphaël. Mais l'art montra bientôt des traces de décadence.

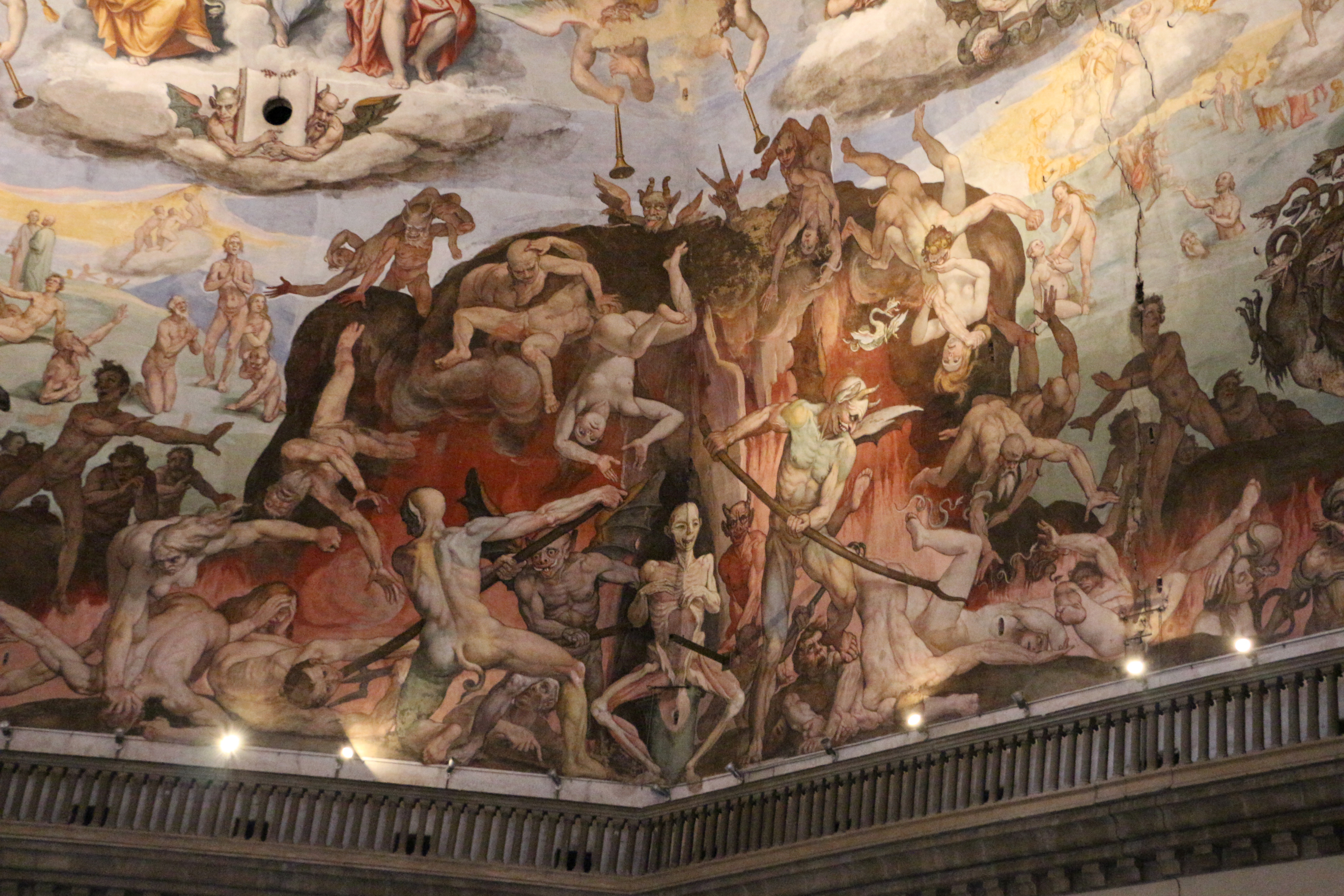
L’Enfer, 1474-1479, Santa Maria del Fiore, Florence.
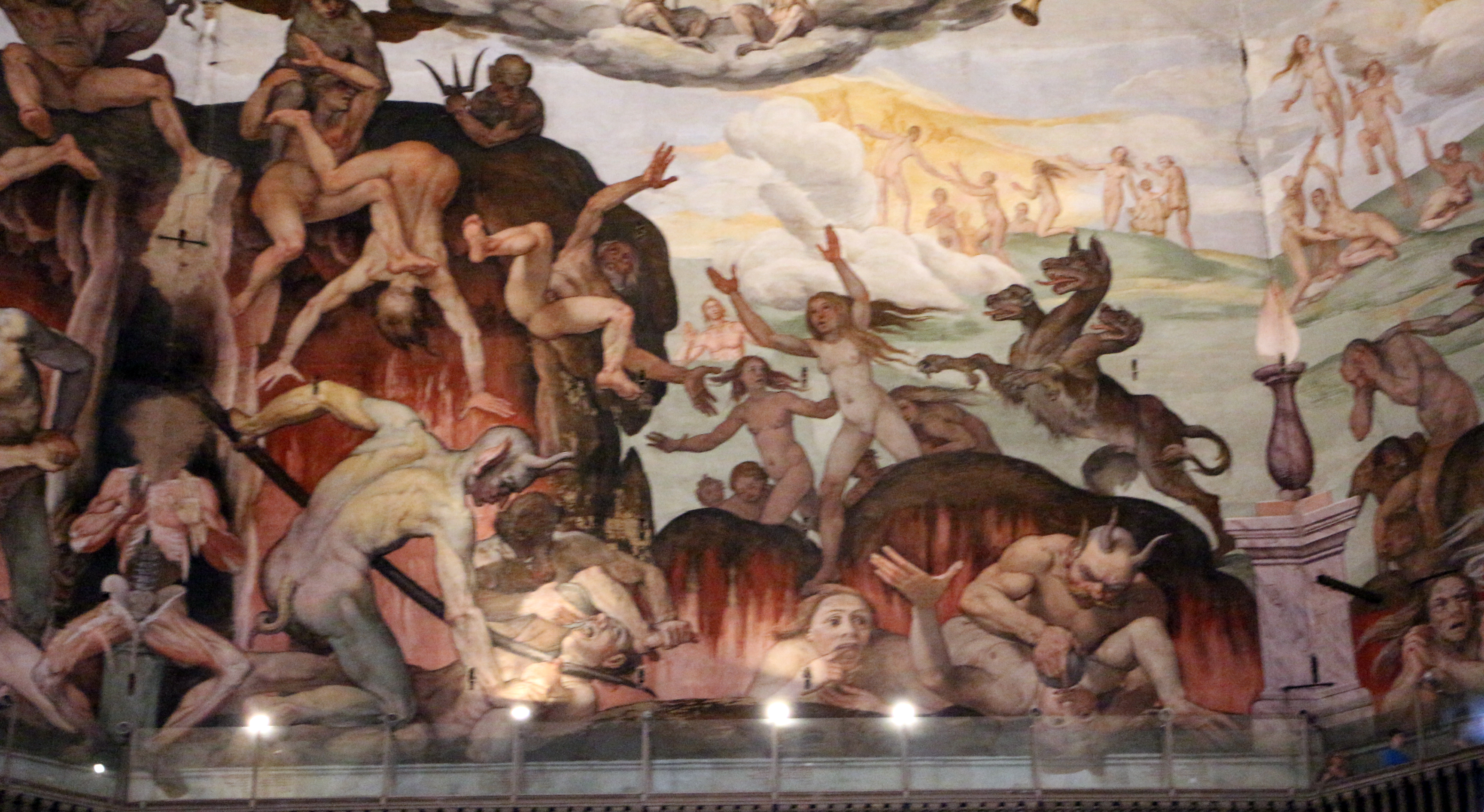
L’Enfer, 1474-1479, Santa Maria del Fiore, Florence.
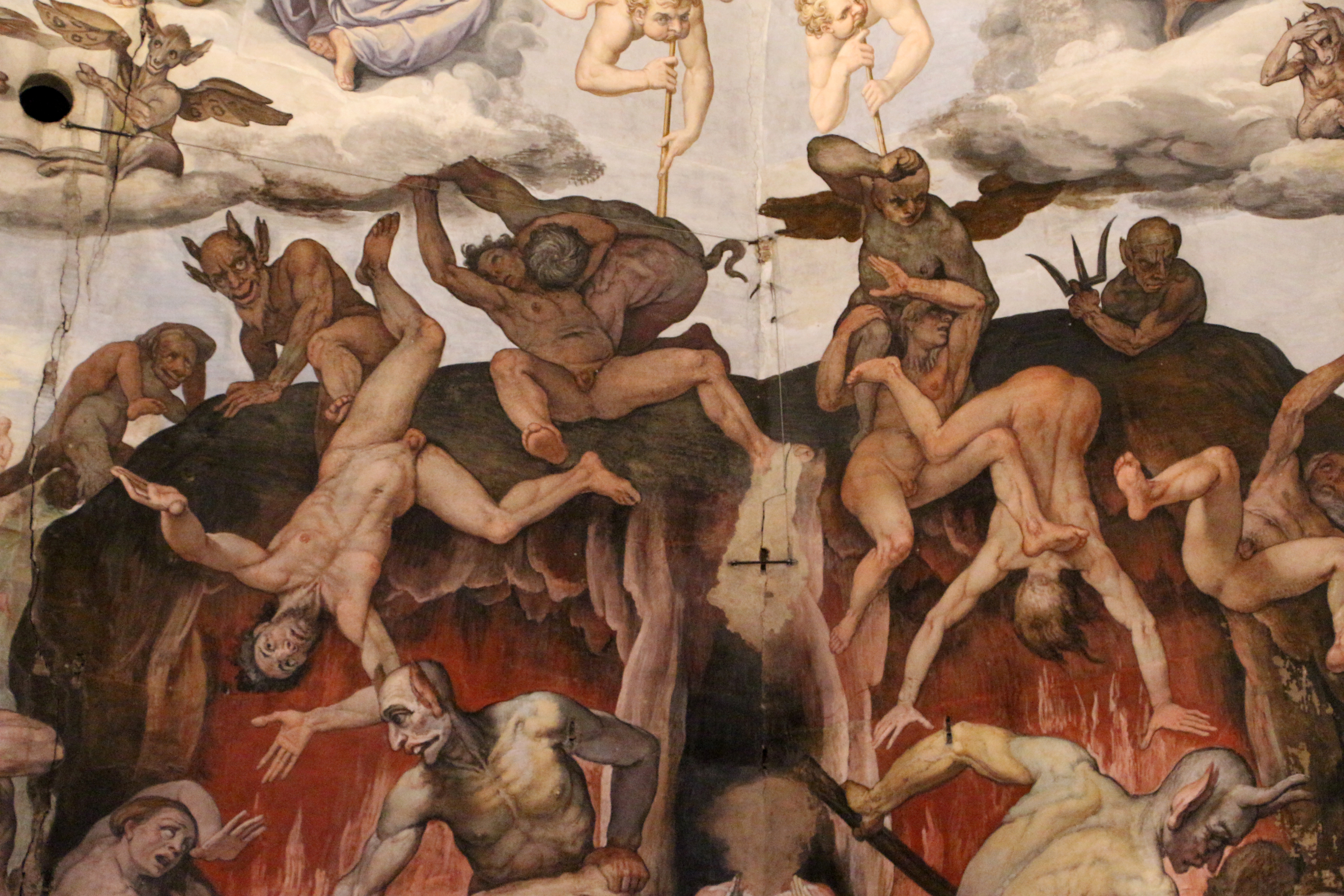
L’Enfer, 1474-1479, Santa Maria del Fiore, Florence.
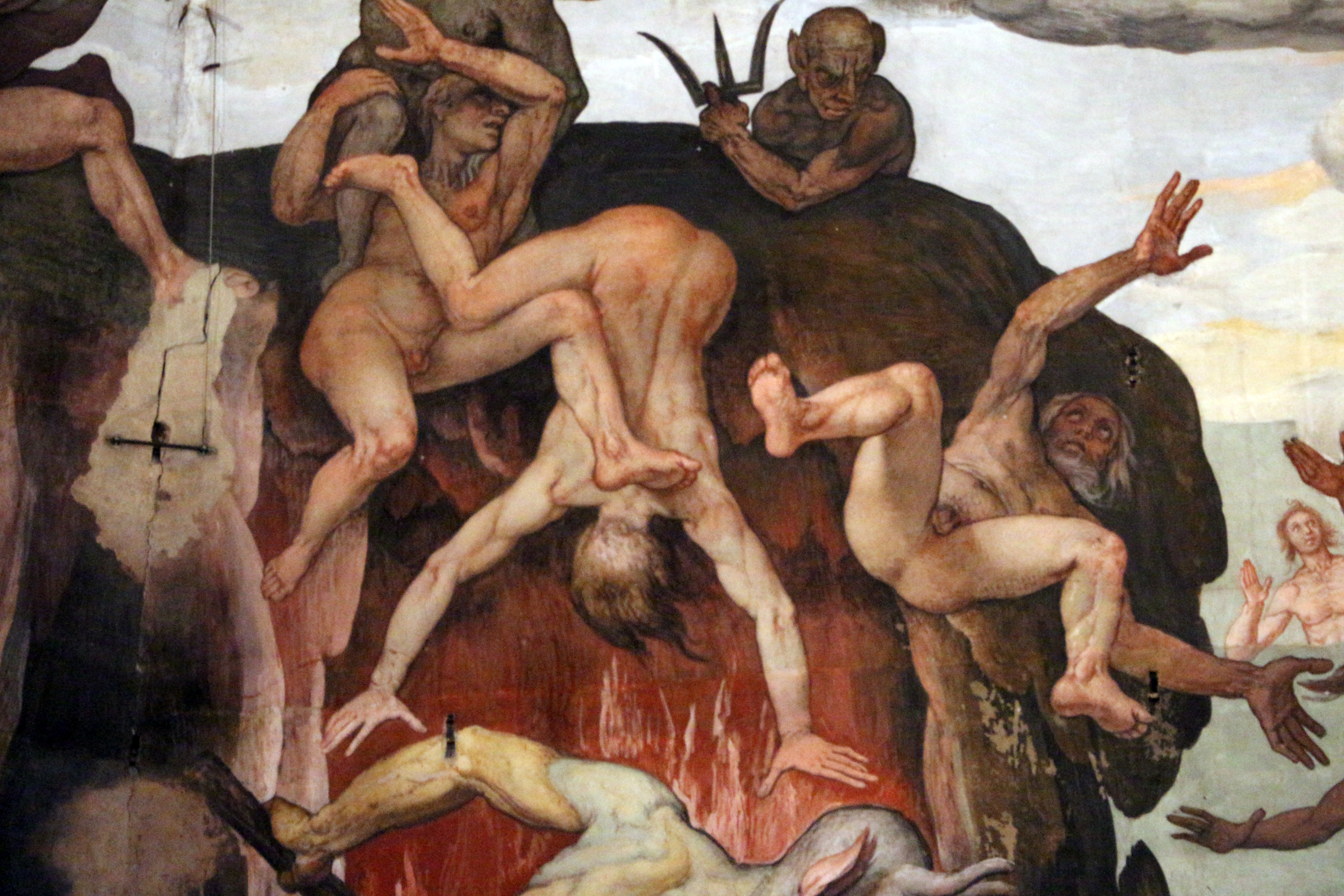
L’Enfer, 1474-1479, Santa Maria del Fiore, Florence.
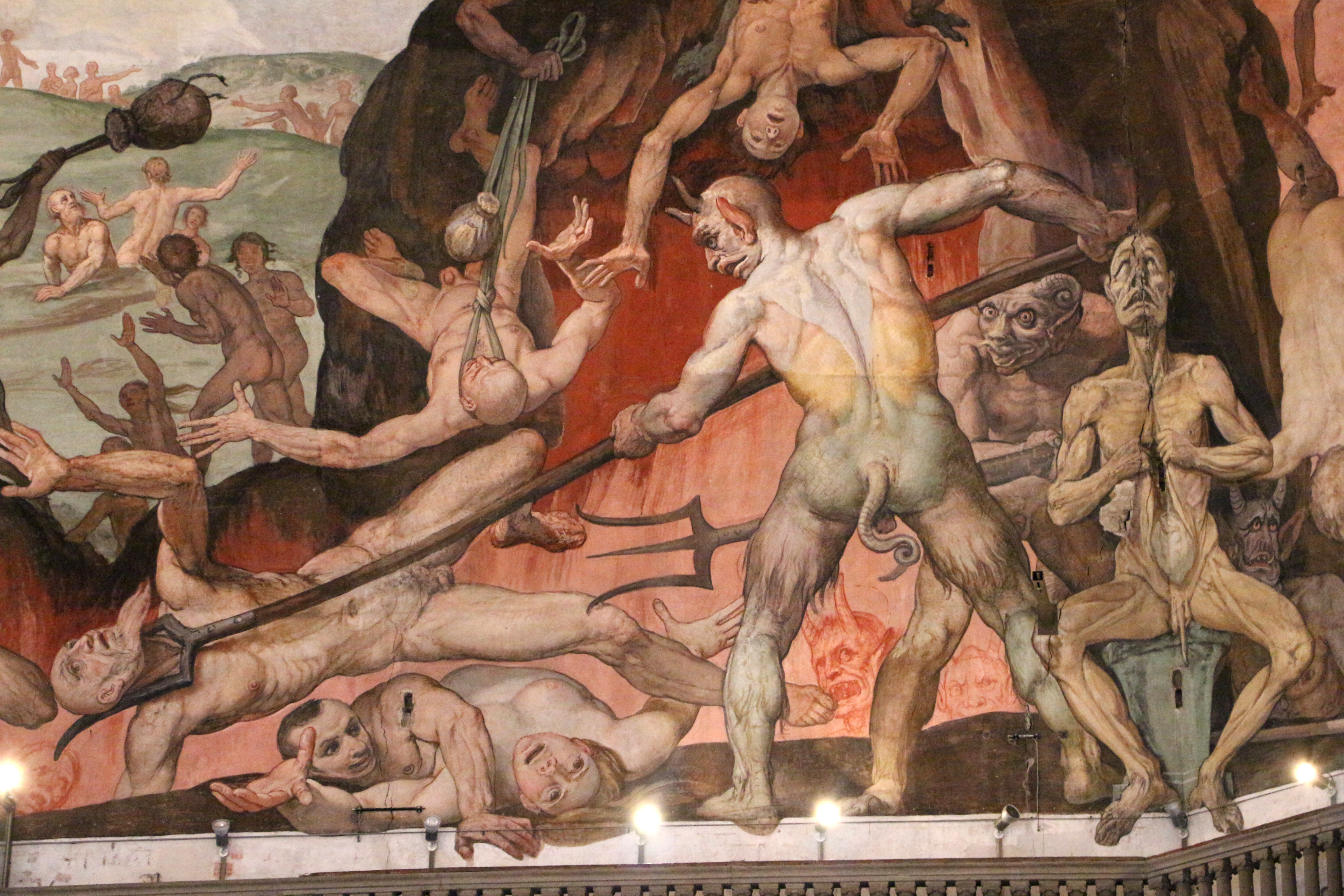
L’Enfer, 1474-1479, Santa Maria del Fiore, Florence.
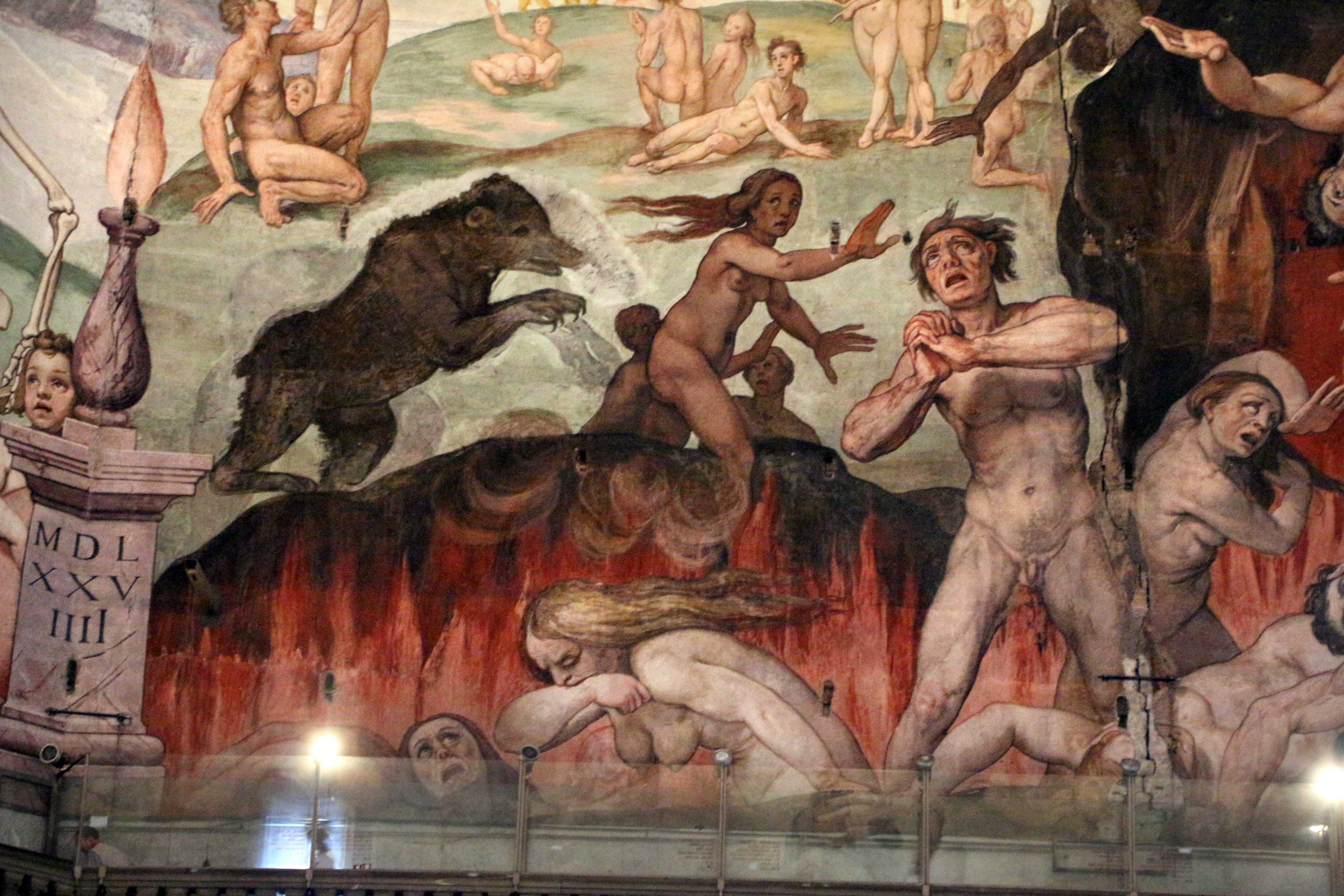
L’Enfer, 1474-1479, Santa Maria del Fiore, Florence.
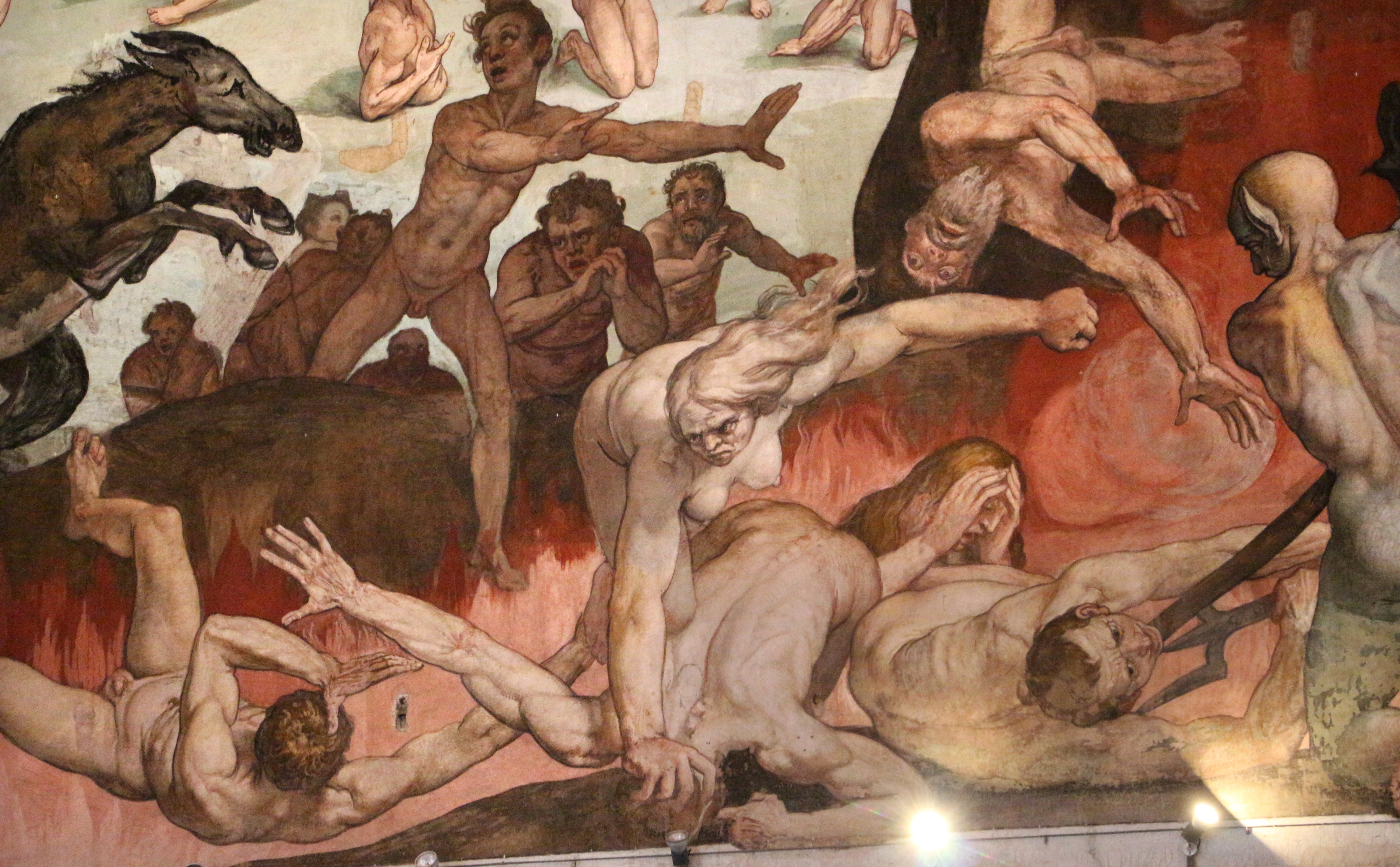
L’Enfer, 1474-1479, Santa Maria del Fiore, Florence.
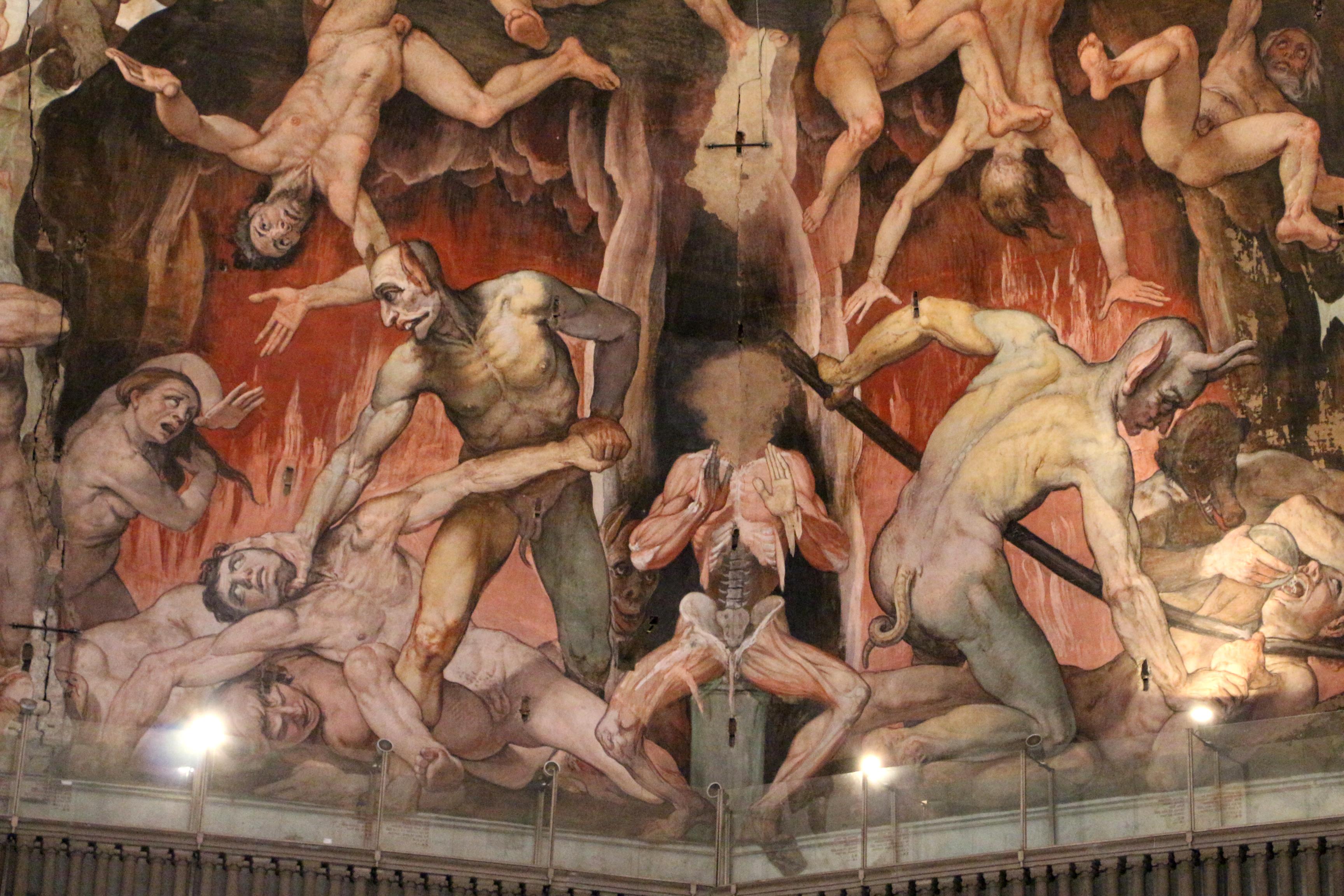
L’Enfer, 1474-1479, Santa Maria del Fiore, Florence.

## Écrits
- L'Idea de'scultori, pittori e architetti, Turin, 1607[10].
- Il Passaggio per l’Italia, Alessandra Ruffino éd., La Finestra, 2007.